# Fehéroroszország
Fehéroroszország vagy a belarusz nyelvből származó, de Magyarországon is bevett alakban Belarusz, hivatalosan Fehérorosz Köztársaság vagy Belarusz Köztársaság (belarusz nyelven Рэспубліка Беларусь) kelet-európai állam, melyet keletről Oroszország, délről Ukrajna, nyugatról Lengyelország, északról Litvánia és Lettország határol. Fővárosa Minszk, jelentős városai Breszt, Hrodna, Homel, Mahiljov és Vicebszk. Területének egyharmadát erdő borítja.
Az 1986-ban bekövetkezett csernobili atomerőmű-katasztrófa miatt az ország jelentős területe sugárszennyezetté vált. A baleset után 38 évvel később belarusz közlés szerint az ország területének még mindig 12 százaléka szennyezett.
1991-ig a Szovjetunió tagállama volt. A Szovjetunió felbomlása után elnyerte függetlenségét. 1994-ben az első és egyetlen szabad választáson Aljakszandr Lukasenka lett az ország elnöke, mely pozíciót azóta is betölti. Lukasenka Fehéroroszországban tekintélyelvű, diktatórikus rendszert épített ki. A választások nem szabadok és nem tisztességesek, a rendszer ellenfeleit elnyomják vagy bebörtönözik, a média pedig nem szabad. A 2020-as választást követően komoly tüntetéshullám kezdődött az országban, melynek során sokakat bebörtönöztek. Fehéroroszország az egyetlen európai ország, ahol hivatalosan alkalmazzák a halálbüntetést.
Fehéroroszország az ENSZ, a FÁK, a KBSZSZ, az Eurázsiai Gazdasági Unió, az OSCE tagja, valamint az úgynevezett el nem kötelezett országok közé sorolható, de szoros kapcsolat fűzi Oroszországhoz. Nem mutatott hajlandóságot az Európai Unióhoz való csatlakozásra, ennek ellenére kétoldalú kapcsolatot ápol a tömbbel, és részt vesz két uniós projektben, a Bakui Kezdeményezésben és a Keleti Partnerségben. Utóbbiban Fehéroroszország 2021. június 28-án felfüggesztette részvételét, miután az EU újabb szankciókat vezetett be az ország ellen. 2022 februárjában, amikor Oroszország teljes körű inváziót indított Ukrajna ellen, Fehéroroszország volt az egyetlen független állam, amely nyíltan, katonai segítséggel is Oroszország oldalán avatkozott be a háborús konfliktusba.

## Az ország magyar elnevezése
Az ország magyar elnevezése körül állandó viták folynak, régóta legalább két változat él párhuzamosan a magyar nyelvben.
Az egyik elnevezés Belarusz Köztársaság, rövid formában Belarusz, ennek egyenes fordítása a magyar Fehéroroszország név. A Rusz szó végső soron a Kijevi Ruszra vezethető vissza, de mindhárom keleti szláv nyelvben használják az annak területén létrejött későbbi szláv államokra, így Oroszországra is, amely elnevezés maga is kapcsolatban van ezzel a szóval.
Az elnevezés kérdésének, főleg belarusz részről, politikai jelentőséget is tulajdonítanak, mivel számukra nemkívánatos az, hogy országuk nevét Oroszországgal bármilyen kapcsolatba hozzák. A Belarusz formát támogatja számos belarusz polgári mozgalom, a magyar Külügyminisztérium és maga a Belarusz Nagykövetség is.
A másik változat „Fehéroroszország”, ezt írja elő jelenleg a magyar helyesírási szabályzat által megjelölt földrajzinév-bizottság testülete.
A második világháború után Magyarországon leginkább az orosz nyelvű „Belorusszija” elnevezés volt használatos.

## Földrajz

### Domborzat
Fehéroroszország alapvetően síkvidéki ország, egész területe a Kelet-európai síkság része. Az ország középső részén húzódik végig délnyugat-északkeleti irányban a Belorusz-hátság, amelytől délre a Poleszje erdős-mocsaras síksága, északra pedig a Belorusz-tóhátság nevű fiatal morénavidék fekszik, melynek átlagos magassága 180–220 m. A Belorusz-hátság több részből áll, melyet folyóvölgyek választanak el egymástól: Volkoviszki-hátság (242 m), Novahrudaki-hátság (Zamkova, 323 m), Kapili-hátság (243 m), Asmjani-hátság (320 m), Minszki-hátság (345 m), Orsai-hátság (264 m), Vityebszki-hátság (295 m). Az ország legmagasabb pontja a Minszki-hátságon a Dzjarzsinszkaja, mely 345 m magas. A Nyugati-Dvinától északra meg kell említeni a 255 m-ig emelkedő Haradoki-hátságot. A Belorusz-tóhátság kristályos ősi alapja északkeleti irányban egyre mélyebbre süllyed (200 m-ről 1300[forrás?] m-re), több száz m vastag változatos óidei rétegsor takarja. Az óidei kőzetek a Nyugati-Dvina völgyében kerülnek a felszínre. A tóhátságra jellemző a hepehupás domborzat és a rengeteg tó.

### Vízrajz

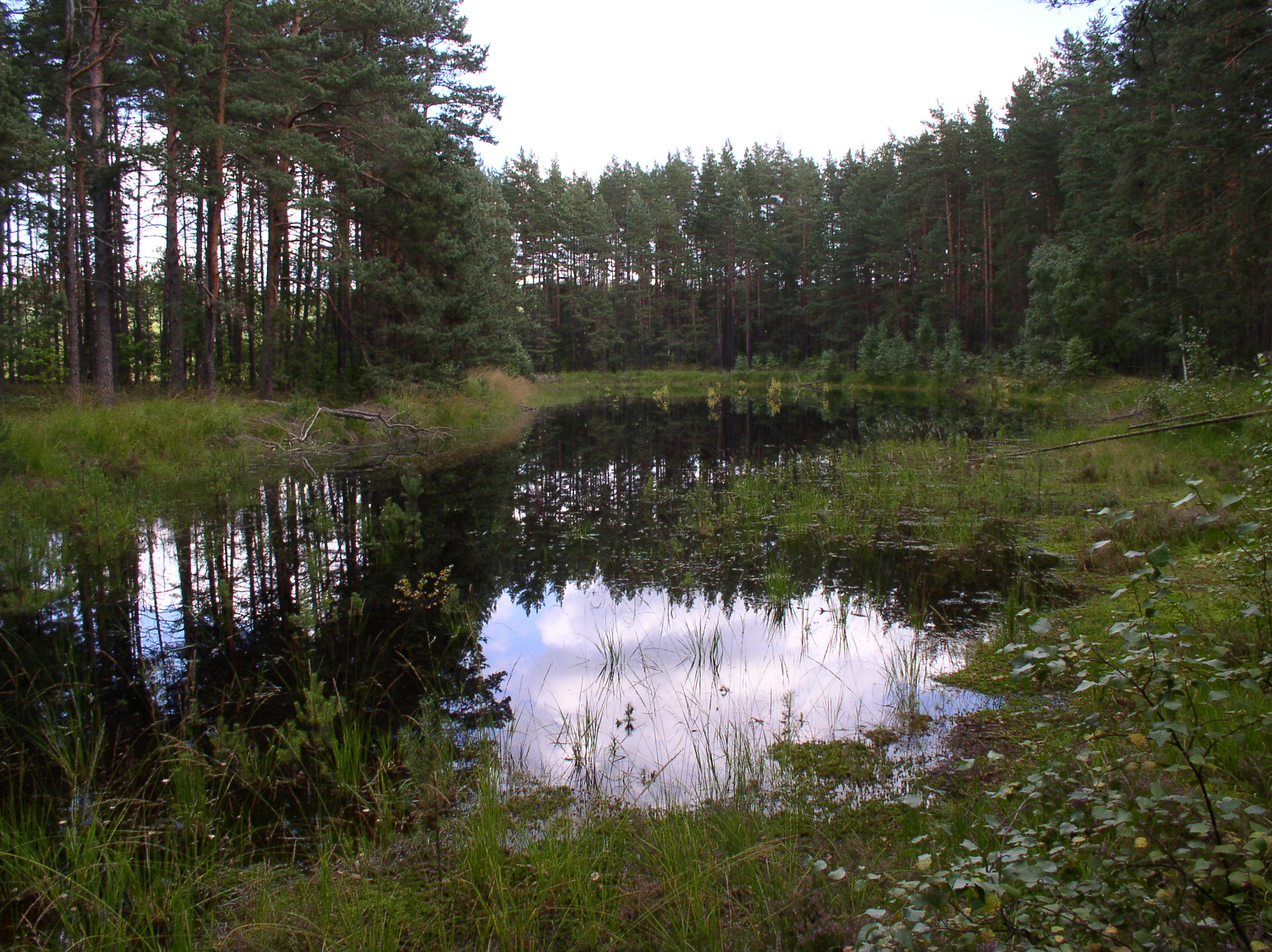
Az országban mintegy 11 ezer tó található, többségük igen kis területű

Területén húzódik a kontinentális vízválasztó vonal, mely a Belorusz-hátság vonalát követi, majd a Pripjaty-mocsárvidékén halad át. Az ország északi és nyugati része a Balti-tenger, déli és keleti része a Fekete-tenger vízgyűjtőjéhez tartozik. Vízhálózata szétfutó, ezért kedvezőtlen a hajózás számára, valamint vízenergia-készletei sem számottevőek. Legjelentősebb folyói a Dnyeper (főbb mellékfolyók: Berezina, Druty, Szozs, Pripjaty), a Nyugati-Bug (határfolyó Lengyelország felé), a Nyeman és a Nyugati-Dvina. A Dnyeper-Bug-csatorna a Pripjaty és a Bug folyók összekapcsolásával a Balti- és a Fekete-tenger között teremt kapcsolatot, míg az Augustówi-csatorna a Nyemant és a Visztulát köti össze.

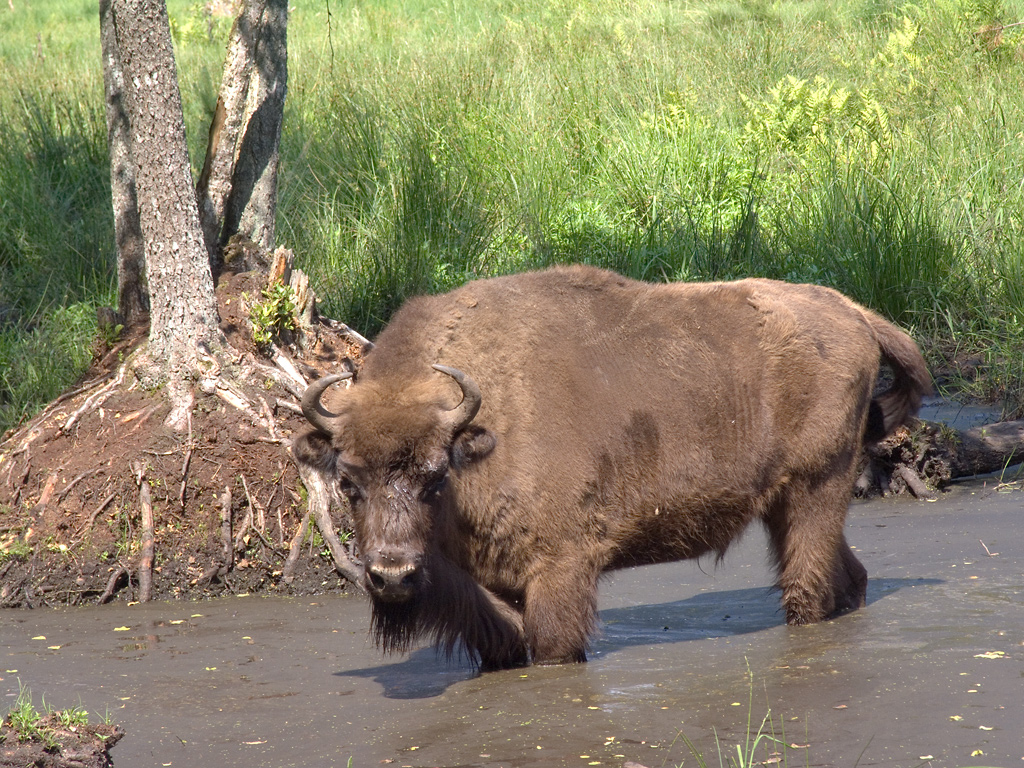
Európai bölény

A tengerparttal nem rendelkező országok között Európában a legnagyobb kiterjedésű állam. Ugyanakkor a Belorusz-tóhátságon több mint 4 ezer tó található, melyek azonban rendkívül kis méretűek, csupán 1/10-ük területe haladja meg az 1 km²-t. A legnagyobb ezek közül a Naracs-tó (80 km²), mely az ország legnagyobb természetes tava. A Braszlavi-tócsoport mintegy 30 tavat foglal magába, melyek közül a legnagyobb a Drivjati-tó (32 km²). A nagyobb tavak közül a Lukomli- (37 km²) és az Aszvejai-tavakat kell megemlíteni. A mesterséges tavak közül a legnagyobb a Minszk közelében a Szviszlocs felduzzasztásával kialakított, üdülőcélokat szolgáló Zaszlavei-víztározó (v. Minszki-tenger). Fehéroroszországban (főként a Poleszje vidékén) hatalmas kiterjedésű mocsárvidékek találhatóak. 1980-ban az országterület 1/5-ét borította mocsár és a szántóföldek 1/3-a is erősen vizenyős volt. A szovjet időszakban felgyorsult a vízrendezés, összesen kb. 20 000 km² területről vezették el a vizet és alakítottak ki rajtuk szántóföldeket.

### Éghajlat
Az ország éghajlata mérsékelt-kontinentális. A Kelet-európai síkvidék többi részéhez képest viszonylag erős az óceáni hatás klímájában. Délnyugatról északkelet felé haladva csökken az átlaghőmérséklet, Breszt környékén az évi középhőmérséklet 8 °C, Vicebszknél már csak 5 °C. A vegetációs periódus hossza délnyugaton 200-205 nap, északon 175-185 nap, délkeleten 185-195 nap. Az éves csapadékmennyiség 550–700 mm között változik.

### Élővilág, természetvédelem
Több mint harmadát erdőségek fedik: északon vegyeserdők (erdei- és lucfenyő, nyírrel és égerrel), délen lombos erdők (tölgy, gyertyán, juhar és kőris). 
A Belavezsszki-erdő Nemzeti Parkban él Európa legnagyobb testű szárazföldi emlőse, az európai bölény.

#### Nemzeti parkjai
| név                                              | belarusz név                         | régió                                    | megjegyzés                                        | terület  | alapítva    |
| ------------------------------------------------ | ------------------------------------ | ---------------------------------------- | ------------------------------------------------- | -------- | ----------- |
| Belavezsszki-erdő Nemzeti Park (Białowieża-erdő) | Нацыянальны парк "Белавежская пушча" | Breszti terület, Grodnói terület         | hatalmas kiterjedésű lombhullató és vegyes őserdő | 1500 km2 | 1991 (1932) |
| Braszlau-tavak Nemzeti Park                      | Нацыянальны парк "Браслаўскiя азёры" | Vicebszki terület                        |                                                   | 691 km2  | 1995        |
| Pripjatyi Nemzeti Park                           | Нацыянальны парк "Прыпяцкi"          | Gomeli terület                           |                                                   | 858 km2  | 1996        |
| Naracsanszki Nemzeti Park                        | Нацыянальны парк "Нарачанскi"        | Grodnói-, Minszki-, és Vicebszki terület |                                                   | 1178 km2 | 1999        |

#### Természeti világörökségei
- Belavezsszkaja Puscsa Nemzeti Park (Belavezsszki vagy Białowieża-erdő - Lengyelországgal közös)

## Történelem

### Középkor
A mai állam területe a szláv népek őshazája, itt alakultak ki többek között azok a keleti szláv törzsek, melyekből később az orosz, az ukrán és a belarusz nép származott. A 9. században már kialakultak a feudális termelési viszonyok, létrejöttek az első városok (Polack, Breszt, Vicebszk, Pinszk, Orsa). A mai országterület egésze a 882-ben létrejött Kijevi Rusz része lett. A kijevi orosz állam széthullásával, a 12. században kisebb fejedelemségek keletkeztek, melyek a 13-14. században részben tatár, részben litván uralom alá kerültek.

### Lengyel fennhatóság alatt (1569–1795)

A Litván Nagyfejedelemség címere

1569-ben a Lengyel Királyság és a Litván Nagyfejedelemség egyesítésével (lublini unió) a terület nagy része lengyel uralom alá került. A livóniai háborúban (1558–1583), melyet a lengyel király és az orosz cár folytatott, az ország állandó harcok helyszínévé vált, lakosságának felét elveszítette. Ez volt az első a nagy nemzeti katasztrófák sorában. A 16. század végén itt is megjelent a reformáció, melynek központjai Nyaszvizs, Beresztyje (a mai Breszt) és Kleck voltak. A lengyelek igyekeztek katolikus hitre téríteni a népességet, 1596-ban a breszti zsinaton kihirdették az ukrán és a belarusz ortodox egyház csatlakozását a római katolikus egyházhoz. A városokban a lakosság vallásos szövetségei, a „testvértársaságok” ápolták a pravoszlávia és a cár iránti hűséget, elősegítették a belarusz kultúra fejlődését. 1595-ben nagy parasztfelkelés tört ki Nalivajko, Pancsoha és Szavula parasztvezérek irányításával. A 17. század közepére a lengyel uralom annyira megerősödött, hogy már nem törhetett ki az ukrajnaihoz hasonló parasztfelkelés. A nagy északi háború (1700–1721) újra feldúlta az ország földjét, valamennyi városát lerombolták. Népességének egyharmada elpusztult, a városi lakosoknak a fele.

### A cári birodalomban (1795–1917)
A régi Lengyelországot a szomszédos hatalmak három felosztás során teljesen bekebelezték. Az első felosztás során, 1772-ben az ország keleti része, majd 1795-ben az egész mai Fehéroroszország orosz uralom alá került. 1812-ben újra a földig rombolták az országot a napóleoni háborúk során. I. Napóleon visszavonuló hadserege a legsúlyosabb veszteségeket épp a mai Fehéroroszország területén szenvedte el. A parasztok az erdőbe menekültek és partizánháborút folytattak a francia megszállók ellen. A területen a cári birodalom négy kormányzóságot (Minszki, Vityebszki, Mogiljovi, Grodnói) hozott létre. A 19. század közepén a belorusz kultúra fejlődésnek indult, a cári hatalom russzifikációja ellenére is (1864-ben betiltották a latin ábécé használatát). A nyugati országrész részt vett az 1863-as lengyel januári felkelésben. Az 1861 után meginduló lassú kapitalizálódás ellenére a terület a cári birodalom legelmaradottabb részei közé tartozott, mivel a hatalom akadályozta az iparosítást (az országot élelmiszer- és nyersanyagszállító vidékké akarta átalakítani). Az első ipari üzemeket külföldi befektetők létesítették (például a viszocsani lenüzemet osztrák, a pinszki hajógyárat francia tőkés alapította). A földterület 2/3-a nagybirtokosok kezén volt, a parasztok egy része kivándorlásra kényszerült. A 20. század elején már a nagyobb városok (Minszk, Homel, Mahiljov, Hrodna) egyre inkább iparosodtak, fellendült a munkásmozgalom is; 1905 januárjában 20 ezren sztrájkoltak. Az 1905-ös forradalom véres eseménye volt, amikor Minszk kormányzója 1905. november 18-án a tüntetők közé lövetett.
Az első világháborúban újra harcszíntérré vált, 1915-től a nyugati országrész német megszállás alá került. 1917. november 8-án Minszkben megalakult a szovjethatalom, majd a többi kelet-fehéroroszországi városban is.

### Szovjet-Belorusszia (1917–1991)
1918 februárjában a németek (kihasználva a breszt-litovszki béketárgyalások félbeszakadását) támadásba mentek át és az ország keleti részének jelentős részét is megszállták. 1918. március 25-én Minszkben kikiáltották a Belorusz Népköztársaságot, amely német bábállam volt. 1918 decemberében a Vörös Hadsereg támadást indított, és visszafoglalta az országot, a bábállam vezetői külföldre menekültek. 1919. január 1-jén Szmolenszkben kikiáltották a Belorusz Szovjet Szocialista Köztársaságot. 1919 tavaszán a lengyel csapatok megtámadták az országot és nyár végére jelentős részét megszállták, augusztus 8-án Minszket is elfoglalták; csak a szovjetek szeptemberi ellentámadása tudta megállítani előrenyomulásukat. A szovjet ellentámadás 1920 áprilisában indult meg, július 11-én elfoglalták Minszket, majd július végére az ország egész területét, a lengyelek azonban később visszafoglalták a nyugati területeket és a rigai egyezménnyel (1921) azok (a mai Hrodnai és Breszti terület, valamint a Minszki terület nyugati része) 18 évre lengyel uralom alá kerültek. Nyugat-Fehéroroszországot a kialakított Nowogródeki, Wiłnói, Białystoki és Poléziai vajdaságok között osztották fel. A lakosságot igyekeztek ellengyelesíteni. Ennek része volt mintegy 30 ezer lengyel veterán letelepítése éppúgy mint a belarusz nyelvű oktatás teljes megszüntetése.

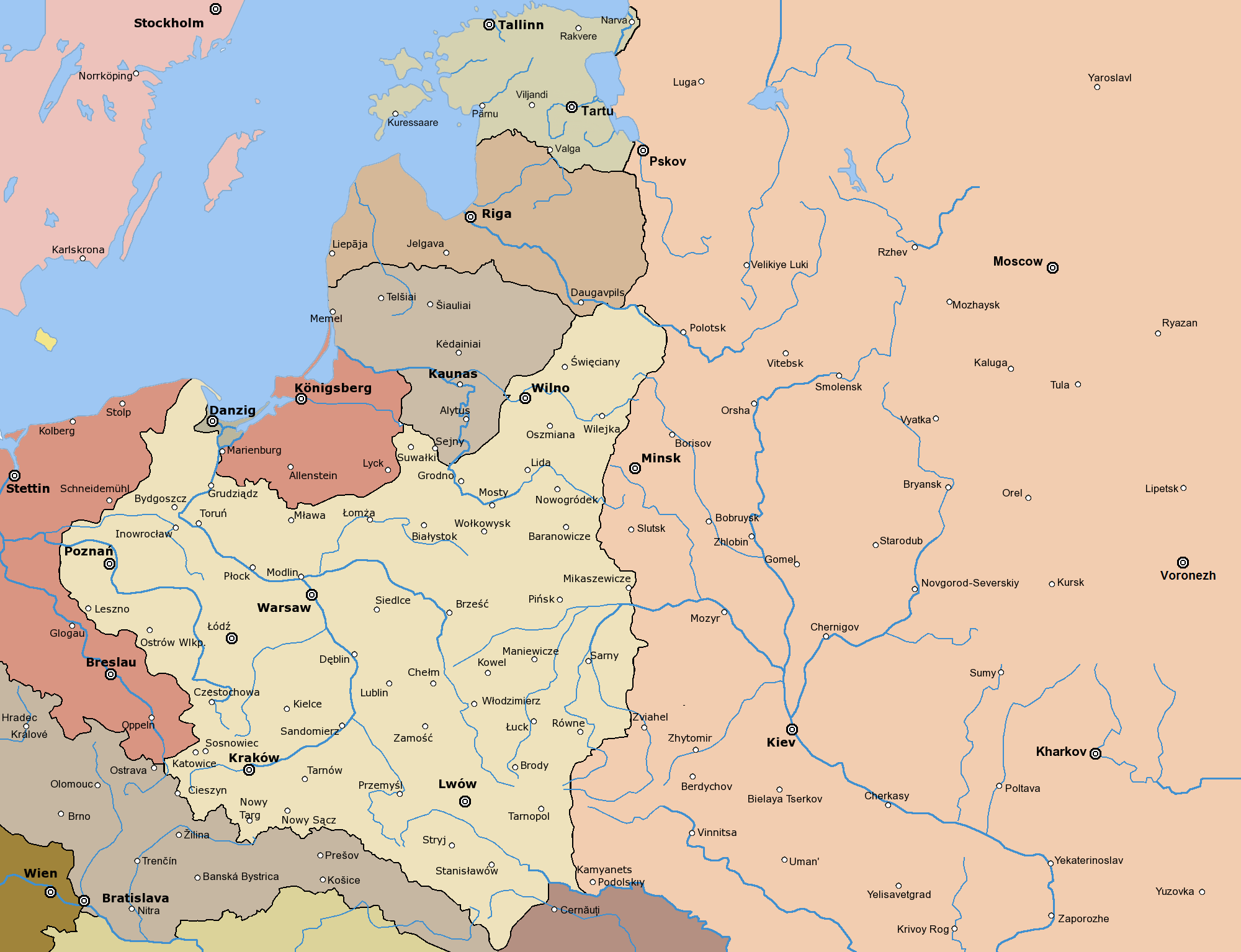
Lengyelország 1921–1939 között a mai Fehéroroszország nyugati területeivel

1922 decemberében az ország a Szovjetunió alapító tagja lett, megkezdődött a háborús károk helyreállítása (1926-ra befejeződött) és az iparosítás. Az első nagy üzemek a minszki „Bolsevik“ bőrgyár, a babrujszki fakombinát, a homeli mezőgazdasági gépgyár még 1928 előtt megkezdték a termelést. Az ország mai keleti határai 1924-ben és 1926-ban alakultak ki: 1924-ben 57,5 ezer km² területet (Vicebszk, Mahiljov, Orsa környékét); 1926-ban pedig Homel környékét (15,7 ezer km² ) csatoltak Oroszországtól a Belorusz SZSZK-hoz. 1926-ra így területe 125,5 ezer km², lakossága 5 millió fő volt. Az ötéves tervek során (1929 után) folytatódott az iparosítás, csaknem teljesen kollektivizálták a mezőgazdaságot. 1937 után a sztálini tömeges letartóztatások a Belorusz SZSZK-t is sújtották, az 1980-as évek végén mintegy 30 ezer halottat találtak meg a kurapati erdő tömegsírjaiban. A belarusz értelmiség jelentős részét kivégezték. 1939 szeptemberében a szovjetek bevonultak a nyugati országrészbe az ország egész területe a Szovjetunióhoz került. A mai Podlasiei vajdaság és Vilnius környéke egy időre szintén a Belorusz SZSZK része lett (1939-ben területe 233,7 ezer km², majd Vilnius Litvániához csatolása után 225,7 ezer km²).

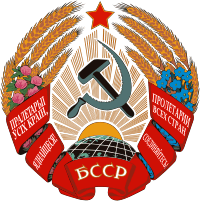
A Belorusz SZSZK címere

1941. június 22-én a németek támadást indítottak a Szovjetunió ellen (Barbarossa hadművelet). Fehéroroszországban gyorsan haladtak előre, július 28-án Minszket is elfoglalták. Breszt erődjében 4 ezer vöröskatona rekedt, akik utolsó csepp vérükig tartották a várost, akkor is amikor a németek már az egész országot elfoglalták (Breszt ezért 1965-ben a „hős város” címet kapta). Az ország 3 évre német megszállás alá került, melynek során erős partizánmozgalom bontakozott ki (az egész Szovjetunióban itt volt a legerősebb a partizántevékenység). A megszállók erre népirtással, falvak ezreinek felégetésével reagáltak. Mintegy 2 millió embert öltek meg, 380 ezer lakost hurcoltak Németországba az állatállomány 70%-ával és az ipari felszerelések 80%-ával együtt. Az elpusztított falvak jelképévé a Minszki területen fekvő Hatiny vált, melynek összes lakóját megölték. A partizántevékenység 1943 nyarán érte el csúcsát, amikor az ország területének 2/3-át az ellenőrzésük alatt tartották és teljesen megbénították a vasúti forgalmat. 1944. június 23-án indult meg az a szovjet ellentámadás, mely felszabadította az országot. Június 28-án Mahiljov, július 3-án Minszk, július 28-án pedig a teljes országterület felszabadult. A hadműveletekben a partizánok kiemelkedő szerepet játszottak. 1945-ben Białystok és környéke visszakerült Lengyelországhoz és így kialakult a mai országterület. Sztálin nyomására 1945-ben felvették az ENSZ-be is.

A Belorusz SZSZK zászlaja (1951–1991)

1945 után (különösen az 1950-es években) gyors iparosítás vette kezdetét, az ország a Szovjetunión belül a gépiparra specializálódott, egymás után épültek meg a nagyüzemek. Az 1970-es években a vegyipar fejlesztése került a középpontba. A háborús létszám-veszteségeket csak 1971-re sikerült pótolni. Felgyorsult a városokba áramlás, különösen abba a 25-30 városba, melyeknek fejlesztését a szovjet politika előtérbe helyezte. 1956-ban Kirill Mazurav lett az ország kommunista pártjának első belarusz nemzetiségű vezetője, őt 1965-ben Pjotr Maserav követte.

Az iparosítással együtt járt a más köztársaságokból történő bevándorlás és az orosz nyelv széles körben történő elterjedése. Az 1986-os csernobili atomkatasztrófa a legsúlyosabban Belorusz SZSZK-t (főként a Homeli és a Mahiljovi területet) sújtotta (a radioaktív por 60%-a itt rakódott le). Jelentős területről kitelepítették a lakosságot. 

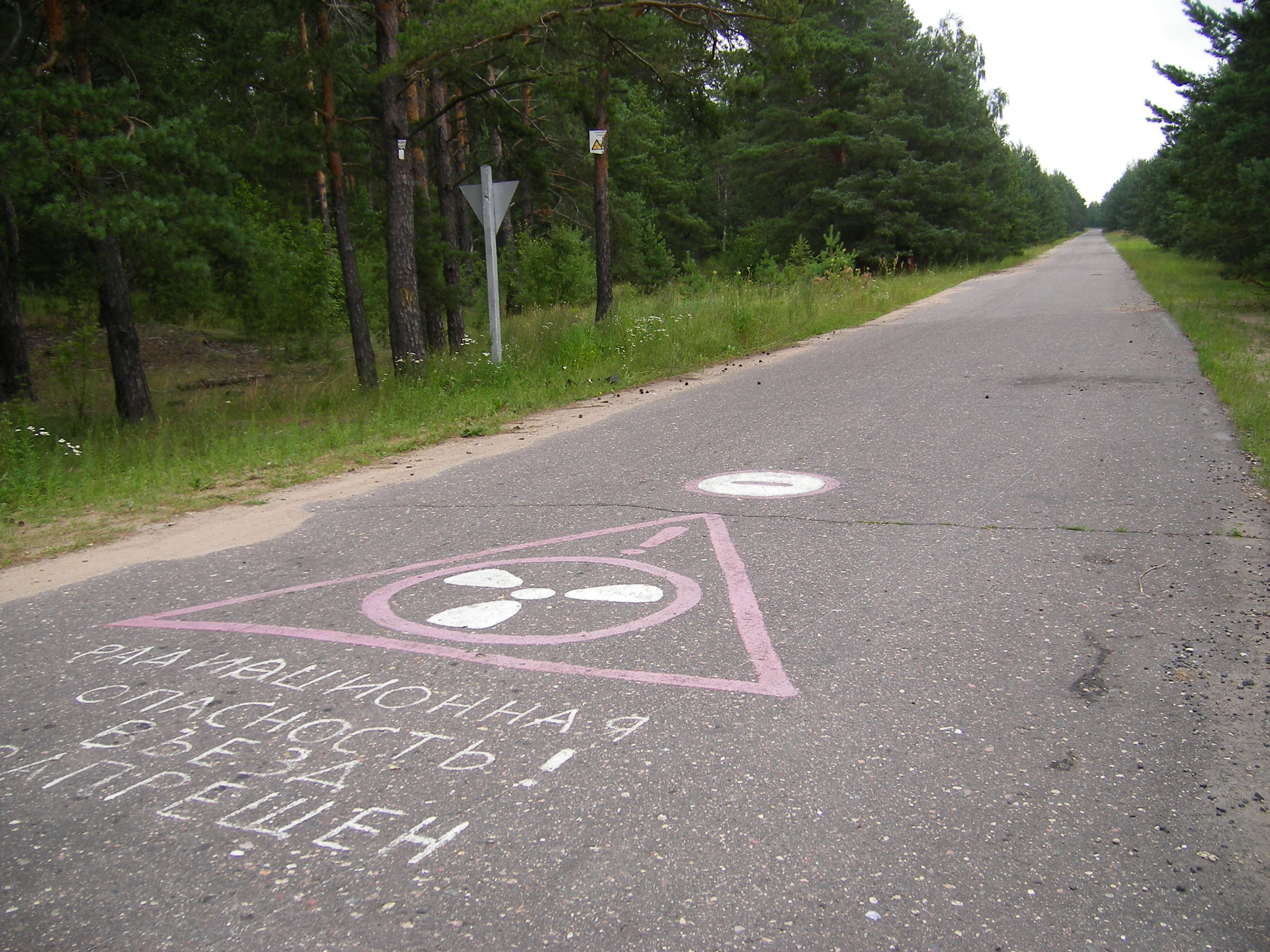
Radioaktivitás miatt lezárt országút a Vetkai járásban

 A rendszerváltáshoz vezető út első lépéseként 1989-ben Vilniusban megalakult az ellenzéki Belarusz Népi Front melynek vezetőjéül Zjenon Paznyakot, a kurapati tömegsírokat 1988-ban feltáró régészt választották. 1990 márciusában a Legfelsőbb Tanácsi választásokon az ellenzék 26 helyett szerzett a 360-ból. 1990. július 27-én a Legfelsőbb Tanács deklarálta az állami szuverenitást és Sztanyiszlav Suskevicset választotta elnökéül. Ekkoriban a függetlenség kihirdetését még csak ideiglenes lépésnek tekintették, de a Szovjetunió felbomlási folyamata eredményeként véglegesnek bizonyult. 

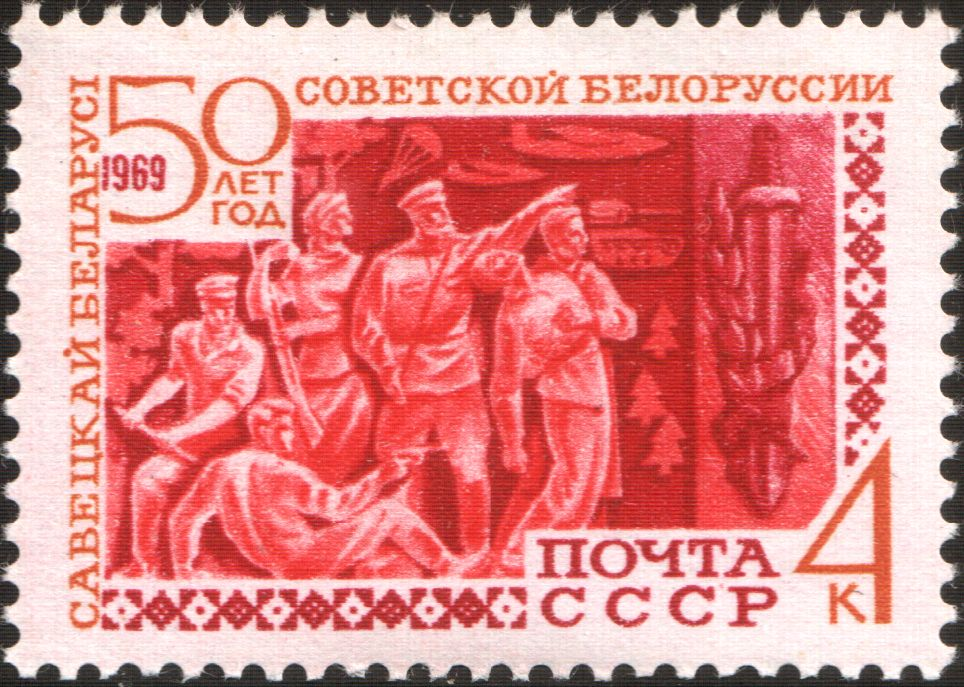
A Belorusz SZSZK 50 éve szovjet bélyegen

### A független Fehéroroszország (1991–)
1991. augusztus 25-én az ország nevét Belarusz Köztársaságra változtatták. Suskevics Jelcinnel és Kravcsukkal 1991. december 8-án a Belavezsai erdőben írta alá a Szovjetunió megszüntetéséről szóló dokumentumot. 1992 januárjában felszabadították az árakat, az életszínvonal gyors csökkenésnek indult, márciusban és áprilisban a szalihorszki kálisóbányászok sztrájkkal tiltakoztak romló helyzetük miatt. 1993-ban megkezdődött a privatizáció. 1994. január 26-án Suskevicset felmentették a Legfelső Tanács elnökségéből és ideiglenesen Mjacseszlav Hribet nevezték ki a választásokig. Az új alkotmány 1994. március 15-én lépett érvénybe. Az 1994-es választásokat korrupcióellenes baloldali programmal Alekszandr Lukasenko nyerte (a június 19-én tartott első fordulóban 44,8%-os, a július 10-ei második fordulóban 80%-os eredménnyel). Ellenfelei Suskevics (9,9%), Paznyak (12,9%) és Vjacseszlav Kebics (17,3%) miniszterelnök voltak. A gazdasági válság megfékezésére leállította a privatizációt és az ország gazdaságát fokozatosan központi irányítás alá vonta. Intézkedései miatt a Világbank és a Nemzetközi Valutaalap leállította a hitelek folyósítását. Széles körű támogatottságát az életszínvonal csökkenésének megállításával, a szovjet rendszer szociális vívmányainak fenntartásával érte el. Ennek a politikának eredményeként a volt szovjet tagköztársaságok közül itt a legalacsonyabb a szegények aránya és itt a legkisebb a jövedelmi egyenlőtlenség. 1995. május 14-én tartották az ország első parlamenti választását és ezzel egy időben referendumot, amely többek között a szovjet állami jelképek visszaállításáról, az orosz nyelv második hivatalos nyelvvé tételéről és az elnök jogainak kibővítéséről szólt. A résztvevők 75%-a támogatta ezeket a célokat, a parlament képviselőit viszont csak két pótszavazással sikerült megválasztani. 1996 áprilisában a Belarusz Népi Front tüntetésekkel próbálta megdönteni Lukasenkót, de nem járt sikerrel, vezetője, Zjanon Paznyak az USA-ba menekült. Az 1996. november 25-én tartott újabb referendumon a résztvevők 70,5%-a megszavazta az alkotmány módosítását, amely az elnöki jogkörök kibővítésével járt. 89 ellenzéki parlamenti képviselőt (akik közül 70-en 1996 nyarán petíciót írtak alá az elnök lemondására alkotmánysértés miatt) megfosztottak mandátumától, Mihail Csihir kormányfőt is távozásra kényszerítették. 1998 áprilisában Lukasenko szerződést írt alá az orosz-belarusz gazdasági unió létrehozásáról. 1998 nyarán, az orosz gazdasági válság okozta krízisben számos gazdasági vezetőt tartóztattak le szabotázs vádjával. 2000 januárjában denominálták a teljesen elértéktelenedett rubelt, az új rubel 1000:1 arányban váltotta fel a régit. 2001 szeptemberében Lukasenkót újraválasztották 75,6%-kal, ellenfele Vlagyimir Goncsarik volt, aki 15,6%-ot ért el. 2004 októberében ismét alkotmánymódosító referendumot tartottak, melynek során a lakosság 77%-a támogatta, hogy Lukasenko harmadszor is indulhasson az elnökválasztáson. A 2006. március 19-én tartott harmadik elnökválasztáson Lukasenko 82,6%-ot ért el, a három ellenzéki jelölt gyengén szerepelt: Alekszandr Milinkevics 6%-ot, Szergej Gajdukevics 3,5%-ot, Alekszandr Kozulin 2,3%-ot ért el. Az ellenzékiek számos tüntetést tartottak Minszkben az eredmény ellen tiltakozva és számos külföldi kormány (elsősorban az amerikai, amely az országot „Európa utolsó diktatúrája“-ként tartja számon) csalással vádolta az elnököt. Az ellenzék vezetőit számos tüntetővel együtt letartóztatták, Kozulint ötévi börtönbüntetésre ítélték.

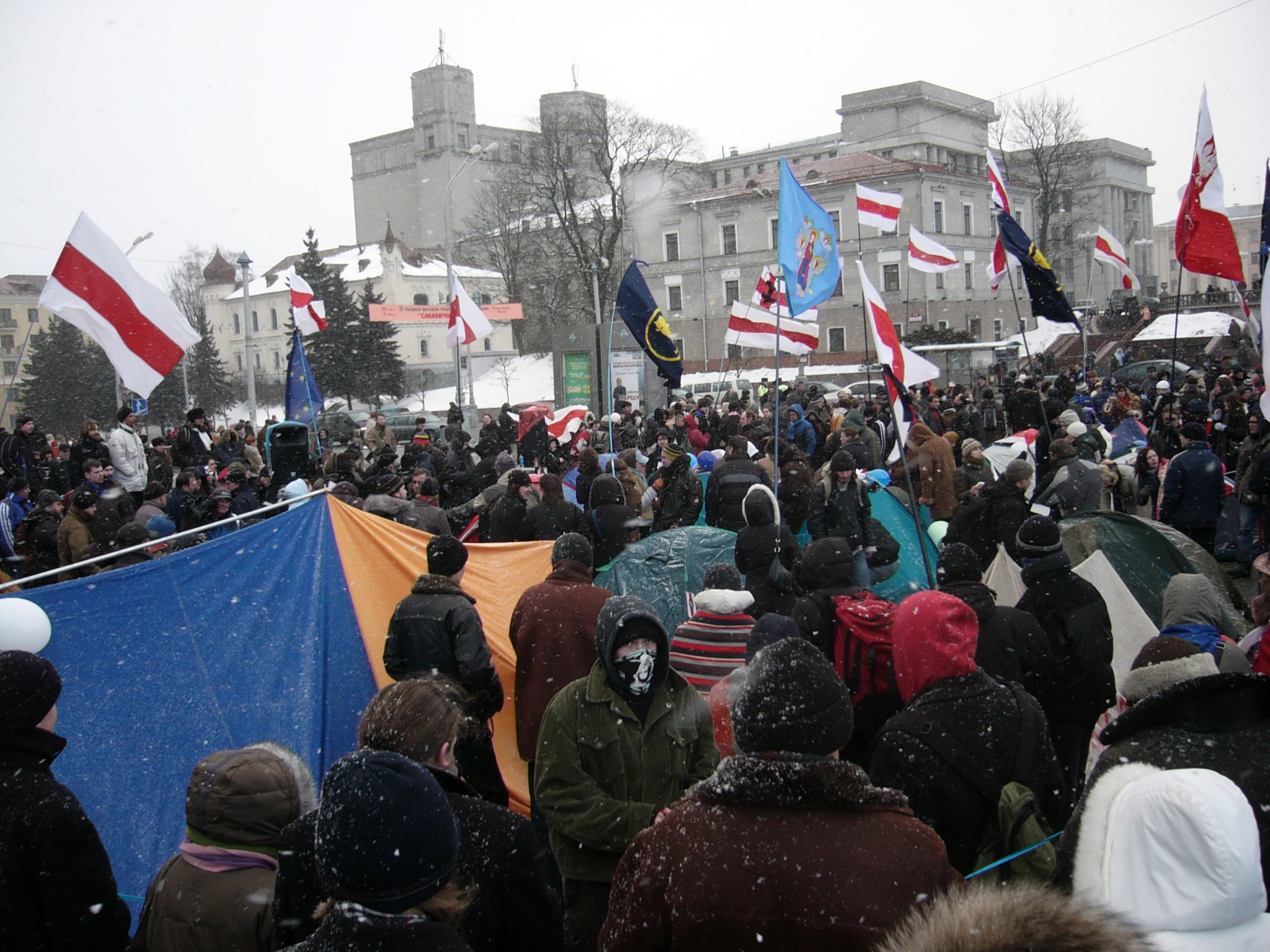
Ellenzéki tüntetők a 2006-os választások után Minszkben

2006 áprilisában a Gazprom bejelentette a Belarusz Köztársaságnak szállított gáz árának háromszorosára emelését; emögött elemzők szerint az orosz érdekek (a Beltranszgaz állami vállalat privatizációjának elérése és az orosz–belarusz unió megvalósítása) érvényre juttatása áll.
2011. szeptember 16-án elnöki rendeletben eltörölték a téli időszámítást, pár nappal Ukrajna előtt, így a greenwichi középidőhöz képest +3 óra a hivatalos időzóna eltérése.

## Államszervezet és közigazgatás

### Alkotmány, államforma

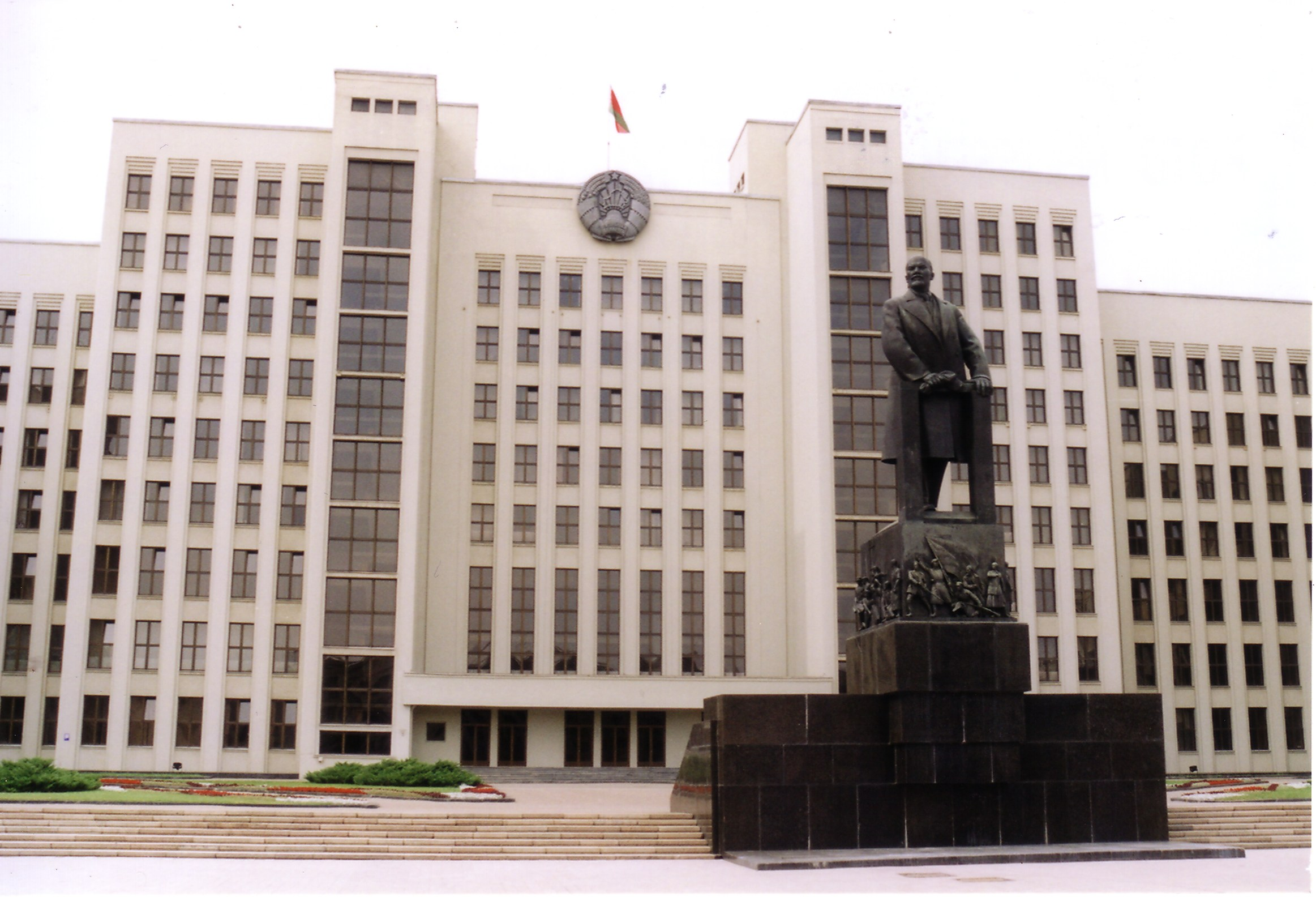
A törvényhozás épülete a minszki Függetlenség téren

Az ország elnöki rendszerű köztársaság.
Az állam posztszovjet alkotmányát 1994-ben fogadták el és az 1996-os, majd a 2004-es referendummal módosították (ezek az elnök jogköreinek kibővítéséről és újraválaszthatóságáról szóltak). Ma az ország elnöki köztársaság, az elnököt közvetlenül választják 5 éves időszakra. Az elnök nevezi ki a Minisztertanácsot és annak vezetőjét, a miniszterelnököt. Az eredetileg egykamarás törvényhozást (Legfelsőbb Tanács, 260 fő) 1996-ban kétkamarássá alakították át, ez lett a Nemzetgyűlés (Nacionalni szhod). Alsóháza, a Képviselőház (Palata Pradsztavinyikov) 110 tagú, mandátuma 4 évre szól és a lakosság választja egyéni kerületekből, a felsőház, a Köztársasági Tanács (Szavet Reszpubliki), mely 64 tagú (8 tagját az elnök jelöli ki, a többi hely az egyes területek és Minszk képviselőié). Az alsóház hozza a törvényeket, a felsőház feladata ezek szentesítése.

### Politikai pártok
Az utolsó képviselőházi választások 2004 októberében voltak. Az alsóház 98 tagja pártonkívüli (akik az elnököt támogatják), a többiek az elnököt támogató pártok képviselői:
- Belarusz Kommunista Pártja - KPB (8 képviselő)
- Agrárpárt - APB (3 képviselő)
- Liberális-demokrata Párt (1 képviselő)

Az ellenzéki pártok 2 koalícióba tömörültek, de nem jutottak mandátumhoz:
- 5 Plusz Népi Koalíció (NKPP)
- Demokratikus Centrista Koalíció (KDC)

### Közigazgatási beosztás
Az ország a volt szovjet tagköztársaságok többségéhez hasonlóan területekre (oblaszty, вобласьц) oszlik. Miután 1944-ben kialakult az ország mai területe, 1954-ig 12 területre oszlott. 1954-ben a Baranovicsi, Bobrujszki, Pinszki, Poleszjei és Polocki területek megszüntetésével számuk 8-ra csökkent. A mai rendszert 1960-ban alakították ki, amikor a Mologyecsnói területet megszüntették és 2 (Begomli, Gluszki) járást elcsatoltak a Minszki területtől. Az így létrejött közigazgatási rendszer a szomszédos orosz és ukrán területekhez képest nagyméretű közigazgatási egységekből áll. 1993-ban Minszk külön közigazgatási egységgé vált.
A járások száma 118, a nagyvárosi kerületek száma 24 (valamennyi területi székhely és Bobrujszk kerületekre oszlik). A járási és a területi tanácsot (rajszovjet, oblszovjet) a lakosság választja, míg a közigazgatási vezetőséget (adminisztracija) az elnök jelöli. 2005-ben 111 város (gorod), 97 városi település (poszelok gorodszkogo tyipa) és 1388 község (szelszovjet) volt az országban. A községek általában 10-nél is több falut igazgatnak, mivel az országban rendkívül elaprózott a településszerkezet (1980-ban mintegy 27 ezer falu), az átlagos falu lakossága 70 fő.
Fehéroroszország járásai - térkép
A Belarusz Köztársaság területei:

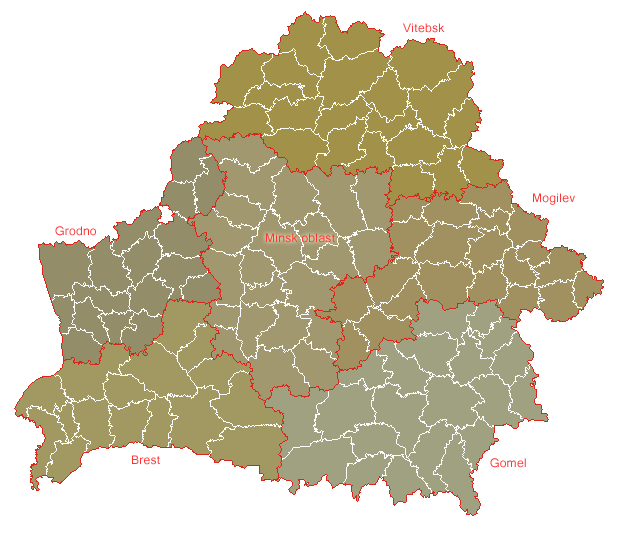
A Belarusz Köztársaság járásai

| A Belarusz Köztársaság területei | 1. Minszk (горад Мінск), a főváros 2. Breszti terület (Брэсцкая вобласьць) 3. Homeli terület (Гомельская вобласьць) 4. Hrodnai terület (Гродзенская вобласць) 5. Mahiljovi terület (Магілёўская вобласьць) 6. Minszki terület (Мінская вобласьць) 7. Vicebszki terület (Віцебская вобласьць) |

## Demográfia

Az ezredfordulóra a népesség 10 millió alá csökkent

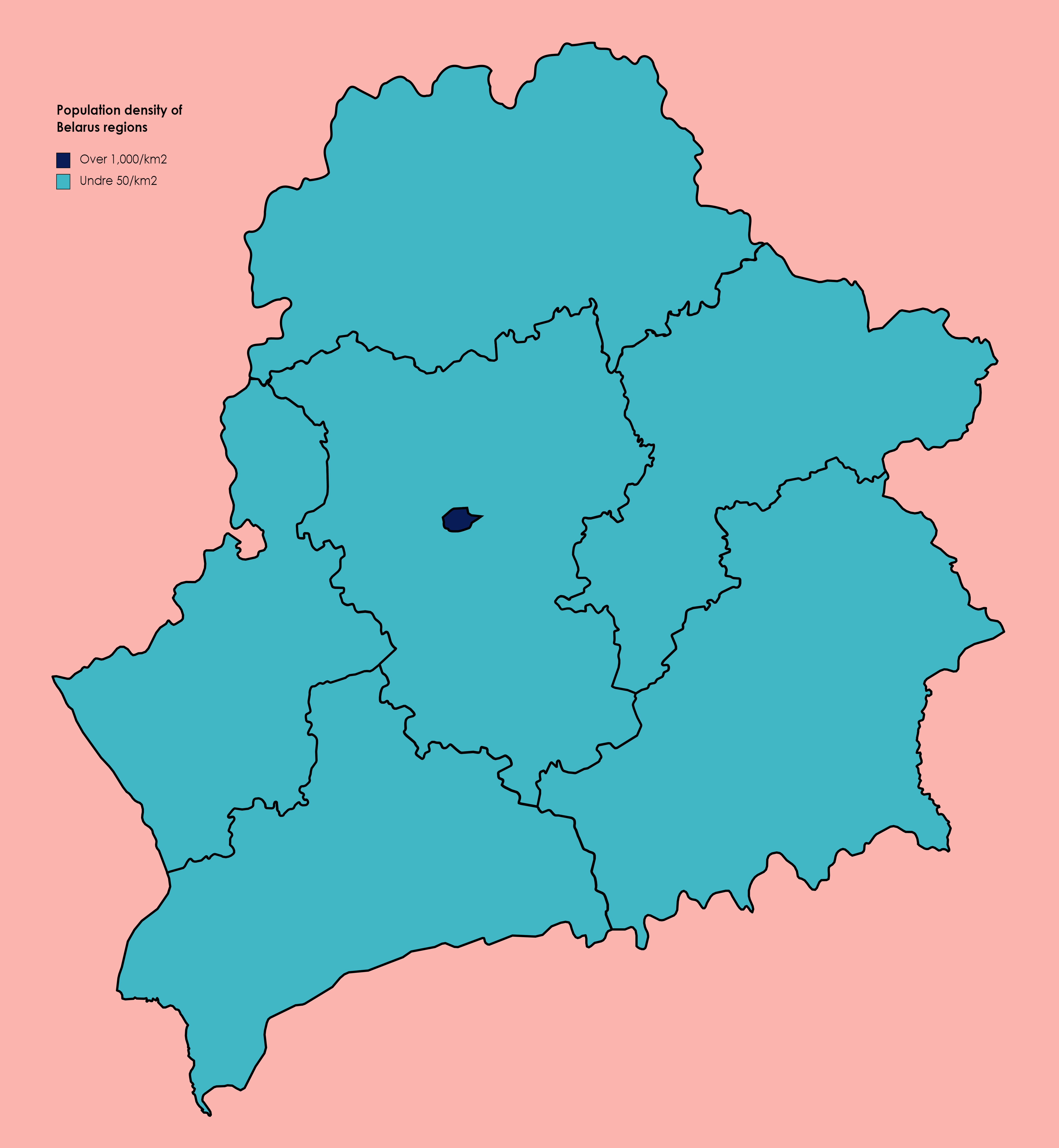
Fehéroroszország népsűrűsége 2019-ben

### Népességváltozás
| Lakosok száma | 9 503 807 | 9 468 171 | 9 494 200 | 9 504 700 | 9 408 400 | 9 349 645 | 9 255 524 | 9 200 617 | 9 155 978 | 9 109 280 |
|               | 2009      | 2014      | 2015      | 2017      | 2020      | 2021      | 2022      | 2023      | 2024      | 2025      |

### Általános adatok
Az ország népessége 2005-ben 9,755 millió fő volt, ez a szám 2013 végére 9,467 millióra csökkent. Az ország népességének jelentős részét elveszítette a második világháborúban, az 1941-ben 10 milliós lakosságból 1945-re alig 6,3 millió maradt. A harci cselekményeken kívül az evakuáció, a kitelepítések és a sztálini terror is tizedelte a lakosságot, amely ezt a demográfiai katasztrófát a mai napig képtelen kiheverni. 1945 után a népesség száma folyamatosan növekedett, 1990-ben elérte a 10,3 millió főt, azóta csökken. A népsűrűség kb. 47 fő/km² (2020-ban), amivel az ország Európa ritkán benépesült részei közé tartozik.

### Legnépesebb települések
A szovjet időszakban igen gyors volt a népesség városokba áramlása, 1959-ben a lakosság 31%-a élt városokban és városi jellegű településeken, 1979-ben 55%-a, 2001-ben pedig már 69%-a.
Az állam legnépesebb (és egyre növekvő lakosságú) városa a Budapestnél kevéssel népesebb főváros, Minszk. A nagyvárosok közül a területi székhelyek körülbelül azonos nagyságrendűek (300–500 ezer lakos). A kisebb nagyvárosok közül Baranovicsit, Bariszavot, Pinszket és Orsát kell megemlíteni. A 100 ezren felüli városok közé az ezredforduló után zárkózott fel a dinamikusan növekvő népességű két vegyipari központ, Navapolack és Szalihorszk.

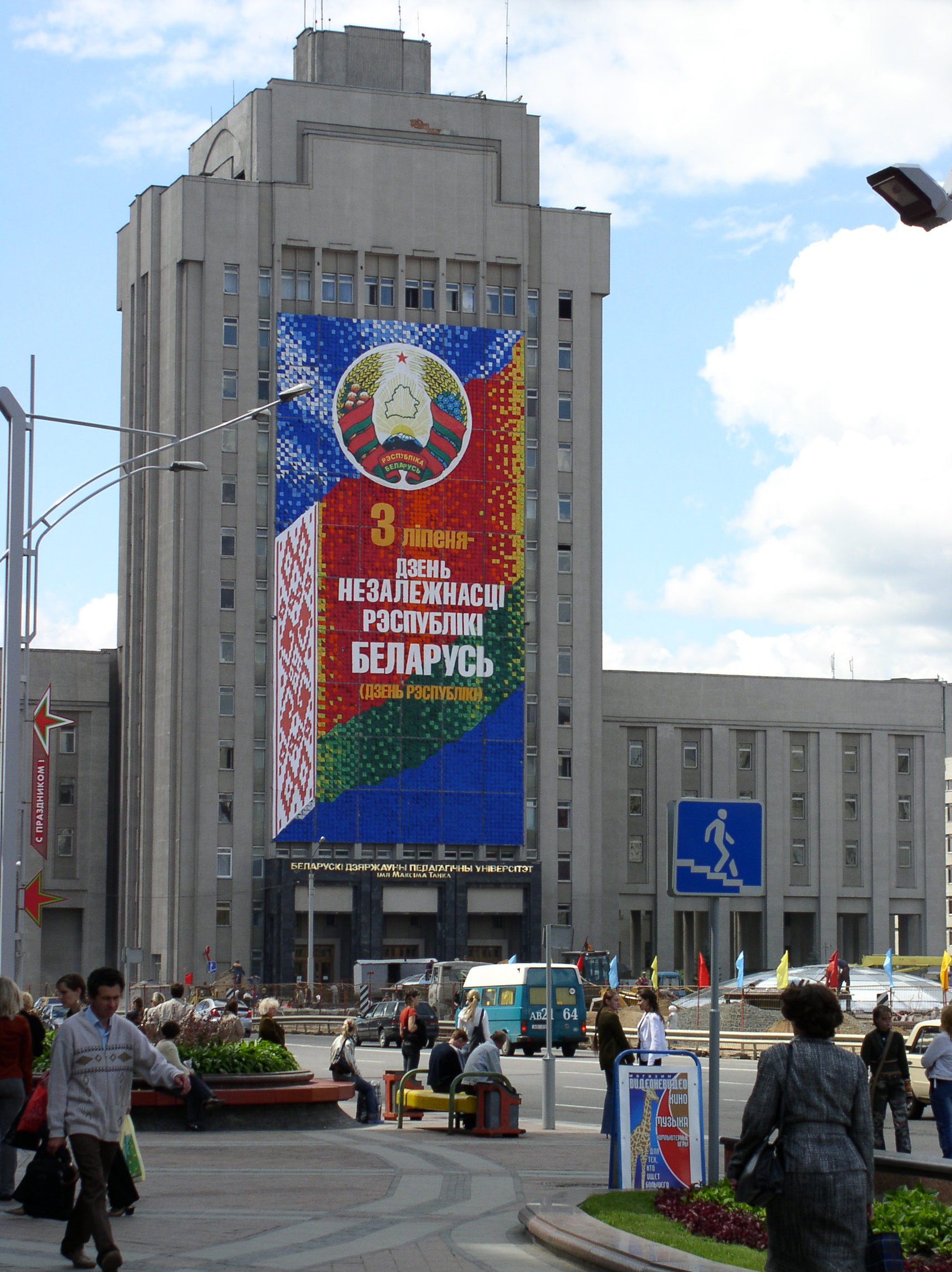
A Függetlenség tér Minszkben

Legnagyobb városok (2018-as becsült népesség)
- Minszk (1,982 millió)
- Homel (535 ezer)
- Mahiljov (381 ezer)
- Hrodna (370 ezer)
- Vicebszk (370 ezer)
- Breszt (347 ezer)

### Etnikai, nyelvi, vallási megoszlás
Az 1999-es népszámlálás szerint a lakosság 81,2%-a belarusz; 11,4%-a orosz (főleg a nagyvárosokban); 3,9%-a lengyel (főként a Hrodnai területen élnek, ahol a lakosság 1/4-ét alkotják); 2,4%-a ukrán (főként a Homeli területen). 1989-ben a lakosság 1,1%-a volt zsidó. Jelentős számú belarusz népesség él (1989-es adatok) Oroszországban (1,2 millió), Ukrajnában (440 ezer), Kazahsztánban (180 ezer), Lengyelországban (165 ezer) és Lettországban (120 ezer).
A lakosság túlnyomó többsége (9/10-e) anyanyelvi szinten beszéli az oroszt, amelyet 1995-ben második hivatalos nyelvvé nyilvánítottak. A belarusz nyelvet egyedüli nyelvként már csak falun használják. Elszórtan beszélik még a lengyelt és az ukránt.
A hívő lakosság többsége ortodox keresztény, de kis létszámban vannak római katolikusok, protestánsok és egyéb vallású emberek is (zsidó, iszlám).

## Gazdaság

### Általános adatok
A piacgazdaságra pontosabban a köztársaság elnökének megfogalmazásában a piaci szocializmusra való áttérés hivatalosan ugyan 1995-ben megkezdődött, de mindez a mai napig minimális eredményt hozott. Sőt, a magántulajdon állami irányításával, az árak állami szabályozásával, s a legnagyobb vállalatok állami kézben való tartásával az állam gazdaságirányító szerepe szinte kizárólagossá vált. Oroszország gazdasági dominanciájának köszönhetően az ország még napjainkban is a világgazdaságtól elszigetelten fejlődik.
2017-ben az ország GDP-je vásárlóerő-paritáson számolva 175,9 milliárd amerikai dollár volt, az egy főre jutó GDP értéke 18600 dollár. A GDP 2005-ben 2,4%-kal nőtt. A GDP megoszlása 2017-ben: mezőgazdaság 8,3%, ipar 40,6%, szolgáltatás 51,1%. 2017-ben az export értéke 24,2 milliárd dollár, az importé 26,2 milliárd dollár volt. A fő kiviteli cikkek az egykori Szovjetunió piacára épülő gépgyártási termékek, különösen szerszámgépek és a mezőgazdasági gépgyártás termékei. A behozatalt az energiahordozók és az ipari nyersanyagok dominálják. Az infláció 2005-ben 8% volt. A munkanélküliség az állam teljes foglalkoztatottságra törekvő politikájának köszönhetően igen alacsony (2005-ben 1,6%), ez azonban alulfoglalkoztatottsággal és a gyárkapun belüli rejtett munkanélküliséggel jár együtt.
2010. július 1-jétől vámuniót alkot Oroszországgal és Kazahsztánnal.
2015 januárjában a fehérorosz jegybank a korábbi 20 százalékról 25 százalékra emelte a fehérorosz jegybanki alapkamatot.

### Gazdasági ágazatok

#### Mezőgazdaság
A mezőgazdaság viszonylag jelentős szerepet tölt az ország életében. A szovjet időszakban az ágazat gyors fejlődését a mocsarak lecsapolása is elősegítette. 1986-ban a csernobili katasztrófa súlyosan visszavetette ezt a fejlődést, mivel főként kedvező adottságú területek váltak művelésre alkalmatlanná. A függetlenség kikiáltása után megjelent a magántulajdonú mezőgazdasági termelés, mely 1993-ban már a mezőgazdasági termelés értékének 37%-át adta. 1993-ban a foglalkoztatottak 20%-a dolgozott az ágazatban. 1994 óta az állam ismét meghatározza a mezőgazdasági felvásárlási ágakat és a nagygazdaságok és a kolhozok szerepe ismét megerősödött. 2001-ben előbbiek a mezőgazdasági terület 88%-át művelték meg. Az 1992–1994 között létrejött magángazdaságok fontos szerepet töltenek be a tej- és hústermelésben (annak mintegy 30%-át adják). A csernobili katasztrófa előtt az országterület 30%-a szántó, 18%-a legelő volt. 

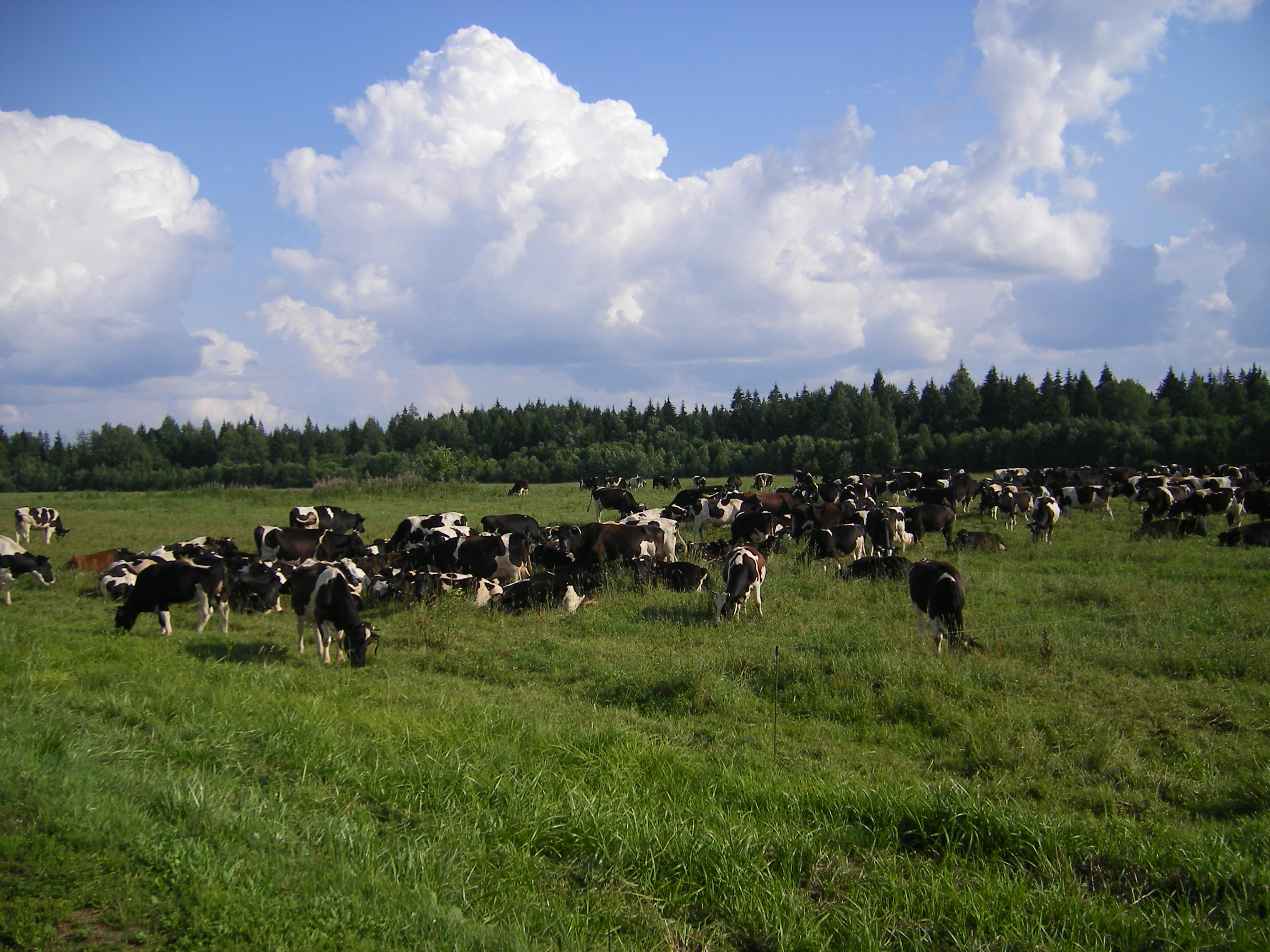
Az országban a fekete-fehér marhafajták a legelterjedtebbek (Sumilinói járás)

Az ország mezőgazdaságára az állattenyésztés túlsúlya jellemző. Ezen belül kiemelkedik a főként fekete-fehér fajtákat tartó szarvasmarhatartás (1987-ben 7,5 millió; 2000-ben 4,3 millió db.). A sertéstenyésztés (1987-ben 5,1 millió; 2000-ben 3,6 millió db) a hústermelés szempontjából a legfontosabb. Az egykor nagy jelentőségű juhtenyésztés (1941-ben 2,5 millió; 1980-ban 500 ezer) szinte teljesen megszűnt; 2000-ben 92 ezer darab volt az állomány, amelynek 90%-át magángazdálkodók tartották, hasonlóan a csekély (58 ezer) kecskeállományhoz. A lovak száma (221 ezer) egyedüliként növekedett a rendszerváltás óta. A szarvasmarha-tenyésztés főként a déli és nyugati (gazdag legelőkkel rendelkező); a sertés, juh és szárnyas tartás pedig a középső és északi (szántóföldi műveléssel jellemezhető) országrészben jelentős. A baromfiállomány 2000-ben 30 millió volt, amelynek 1/3-át a magánszektor birtokolta. A tej- (5,9-ről 4,3 millió t-ra) és hústermelés (950 ezerről 639 ezer t-ra) jelentősen csökkent 1992–2001 között.
A növénytermesztés számára az éghajlati és talajviszonyok viszonylag kedvezőtlenek, északon agyagos, a középső országrészben homokos, délen pedig homokos és tőzeges a föld; a talajok termékenységének biztosításához nagyarányú meszezésre, műtrágyázásra és jó talajmegmunkálásra van szükség. Főleg délen sok a mocsár, melyeket vízlevezetéssel és meszezéssel alakítottak át művelésre alkalmassá. A szovjet időszakban a köztársaság kitűnt magas műtrágya-felhasználásával is.
Legjelentősebb az északi területeken termesztett árpa (1990-ben 1,03 millió, 1999-ben 811 ezer t) és az őszi rozs (1990-ben 917 ezer, 1999-ben 641 ezer t) termesztése. 1980-ban még a rozs volt a jelentősebb, de a csernobili katasztrófa főként a rozs termőterületeit sújtotta. A déli termőterületeken elterjedt a hajdina és a köles. A burgonya egyike a legfontosabb termesztett növényeknek, főként a homokos termőterületeken termelik. Az évi termelés 650-700 ezer t körül változik (1999-ben 661 ezer t). A Szovjetunión belül Közép-Fehéroroszországban volt a legmagasabb a burgonya aránya a vetésterületből (15%). A zöldségtermesztés (1999-ben 93 ezer t) leginkább Minszk környékén fejlett (városellátó kolhozok), a gyümölcstermesztés főként az almára korlátozódik. Az ipari növények közül a len a legfontosabb, bár termelése 1990–1999 között a felére csökkent (1999-ben 75 ezer t).
Az ország területének 35%-át borítja erdő, legnagyobb az erdősültség a Poleszjén. Az ország a vegyeserdők zónájába tartozik, de faállományának túlnyomó része tűlevelű. A fakitermelésen (az 1990-es évek elején 6,5 millió m³/év) kívül az erdei gyümölcsök gyűjtése és a gombászat (1986 óta visszaesett), valamint a méhészkedés is nagy jelentőségű.

#### Ipar
Az ország viszonylag szegény ásványkincsekben, 1941 előtt csupán a (főként a Pripjaty-vidéken található) bőséges tőzegkészleteket termelték ki. 1941-ben devon időszaki rétegekben az akkori Szovjetunió második legnagyobb kősó (560 milliárd t) és kálisó (35 milliárd t) készletére bukkantak Davidovkánál (Homeli terület). A sótartó rétegek mintegy 20 ezer km²-nyi területen és 250–600 m vastagságban ismeretesek, a kitermelés a Minszki terület déli részén folyik. Az ország első kőolajkútját 1953-ban nyitották meg Jelszk környékén, majd az 1950-es-1960-as években a Homeli terület devon üledékeiben számos olajtelepet tártak fel (Recsica 1964, Osztaskovicsi és Szvetlahorszk 1965). Viszonylag gazdag építőipari alapanyagokban, melyek közül a márvány (a Breszti terület keleti részén) külön említést érdemel. 

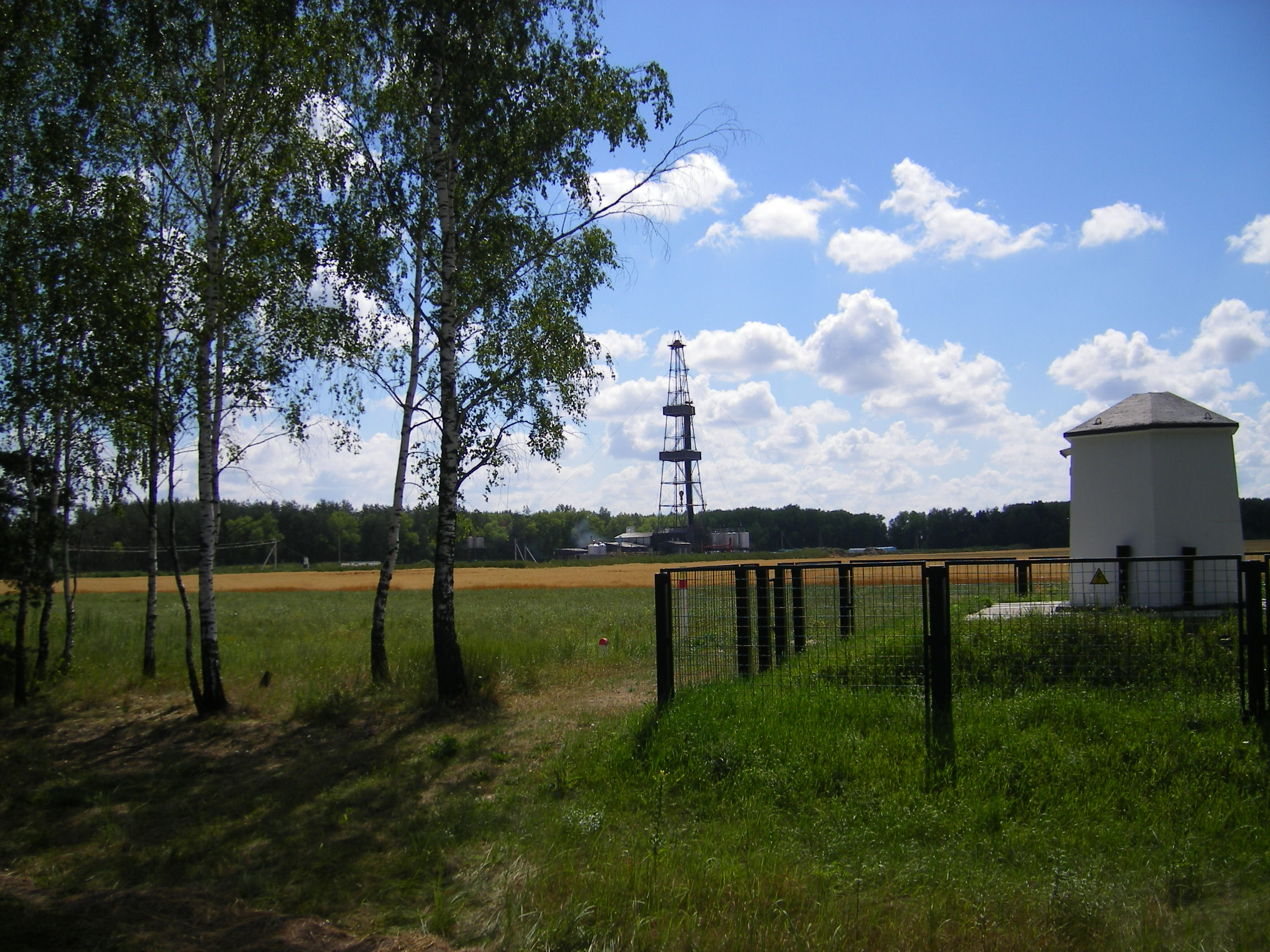
Kőolajkutak a Recsicai járásban

A legjelentősebb ásványi kincsek a felső devon káli- és kősótelepek Sztarobin és Szalihorszk környékén. A volt Szovjetunió 2. legjelentősebb kálisókészleteit 1941-ben fedezték fel, a legfontosabb lelőhely, Sztarobin 1949 óta működik. 1963-ban kezdték el a mélyműveléses termelést; a becsült kősókészlet 22 milliárd t, a kálisókészlet 4 milliárd t.
A kőolajkitermelés 1953-ban kezdődött meg a Homeli területen, devon időszaki kőzetekben, 1965-ben gyorsult fel a recsicai lelőhely művelésének megkezdésével. A kitermelés maximumát 1975-ben érte el 7,95 millió tonnával, azóta csökken. 1997 óta nagyjából azonos szinten van (1,8 millió t/év, 36 ezer hordó/nap), ami az 1/10-ét teszi ki az Oroszországból importált kőolajnak. A főbb lelőhelyek a következők: Osztaskovicsi, Recsica, Visanszkoje, Tiskovszkoje.
Energetikai szempontból nagy a jelentősége a tőzegkitermelésnek, melyet elősegít az itteni tőzeg jó minősége és tömeges kifejlődése. 1994 az ország 37 tőzegfeldolgozó üzeme 2 millió tonna tőzegbrikettet állított elő. A mészkőkitermelés központja Vicebszk, ahol hatalmas mészkőőrlő üzemeket is létesítettek. Jelentős az agyag-, tűzálló agyag, üveg- és öntödei homok, a márga- és agyagkitermelés. Mikasevicsi és Zsitkavicsi környékén nagy gránit- és kaolinkészletek találhatóak.

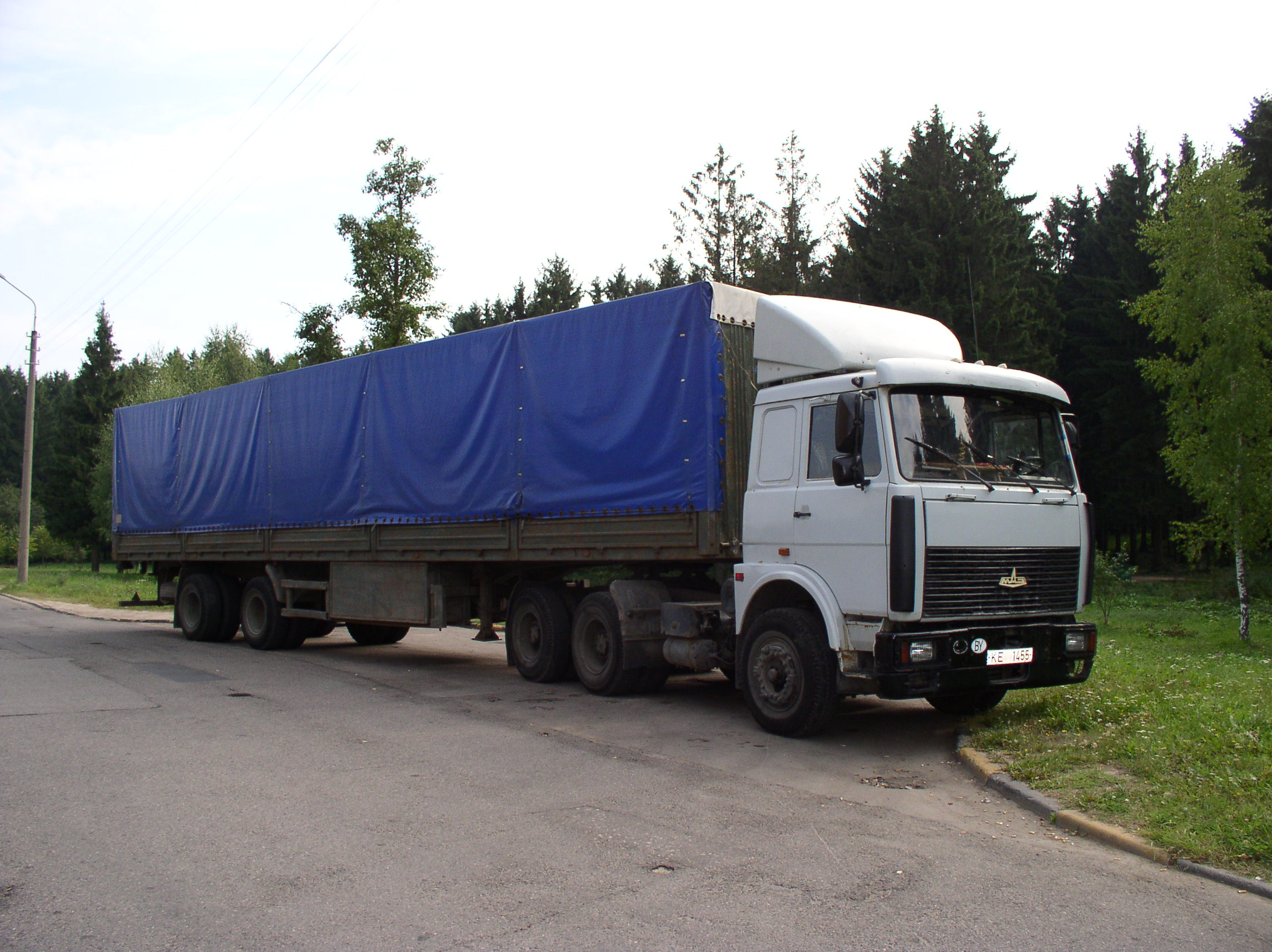
A minszki autógyárban készült nyergesvontató

A szovjet időszakban a nyersanyagokban szegény ország importált nyersanyagot feldolgozó gépgyártásra szakosodott, amely önmagában a termelési érték 40%-át adta. Az iparosítás az 1950-es években gyorsult fel, amikor egymás után telepítették a nagyüzemeket, melyhez a műszaki felsőoktatás hátterét is megteremtették. Az ipar mintegy 4/5-e ma is állami kézben van.

A teherautógyártást három nagyüzem képviseli: az 1947-ben üzembe helyezett minszki autógyár (MAZ), az 1958-ban felavatott zsodzinai (BELAZ) és az 1965-ben termelésbe lépett mahiljovi (MoAZ). A meliorációs gépgyárból kifejlesztett zsodzinai üzemben készültek a Szovjetunió legnagyobb teherbírású dömperei (1990 óta már 280 tonnás teherbírású dömpereket is készítenek). 

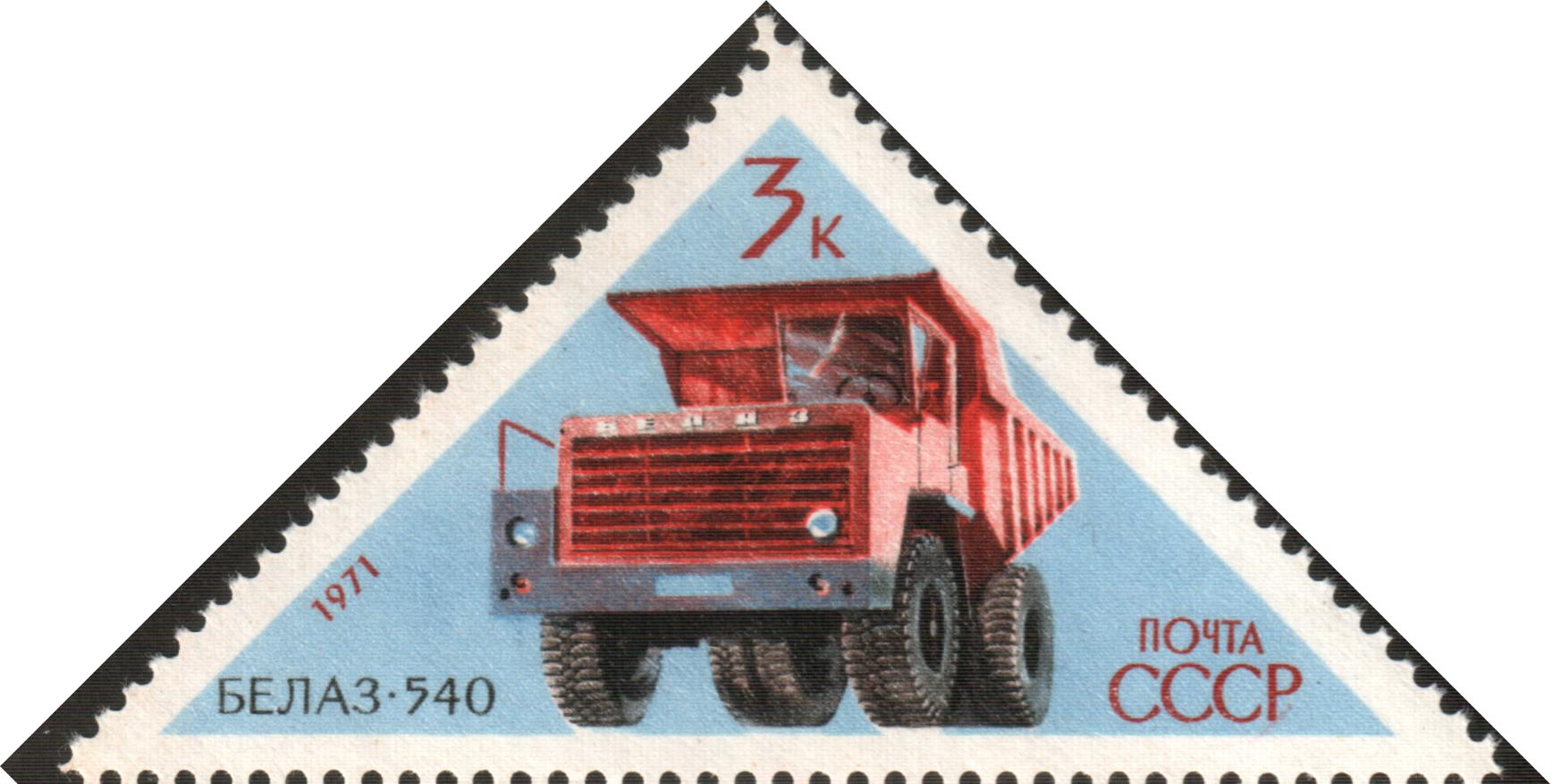
BelAZ dömper szovjet bélyegen

 A mahiljovi üzemben az építőipar számára gyártanak vontatókat és teherautókat. A minszki gyárban nyergesvontatókat, autóbuszokat (1992 óta) és trolibuszokat is gyártanak.

Világszerte ismertek a belarusz mezőgazdasági gépgyártás termékei. Az iparág zászlóshajója a Minszki Traktorgyár (MTZ), melyet 1946-ban alapítottak, 1953-ban készült el az első traktor és 1999-ben a FÁK traktorainak 58%-a itt készült. 1995-ben a belarusz ipari termelés csaknem fele a traktorgyártásból származott és országszerte számos kooperáló üzeme működik (Szmarhony, Vicebszk, Lepel, Szmaljavicsi, Hojnyiki, Narovlja stb.). A traktormotorok szintén Minszkben készülnek. Az autó és traktoripar igényeit szolgálják ki a minszki és homeli golyóscsapágygyárak, a homeli öntöde, a minszki rugó- és fűtőtestgyár, a hrodnai autóaggregát-gyár, a bariszavi szivattyúgyár és a zsodzinai transzformátorgyár. Lidában burgonya- és répabetakarító-gépeket, Homelben silózó kombájnokat gyártanak. Babrujszkban lencséplőgépek előállítása folyik. Az autógyárak, a minszki traktorgyár, valamint a gomeli mezőgazdasági gépgyár saját öntödével rendelkezik. A mezőgazdasági gépek alkatrészeinek előállítására is számos üzemet létesítettek, ilyen a minszki, a babrujszki és a vicebszki traktoralkatrész-gyár, a homeli önindítógyár, a breszti fényforrásgyár és a boriszavi autó- és traktor villamosalkatrészgyár.

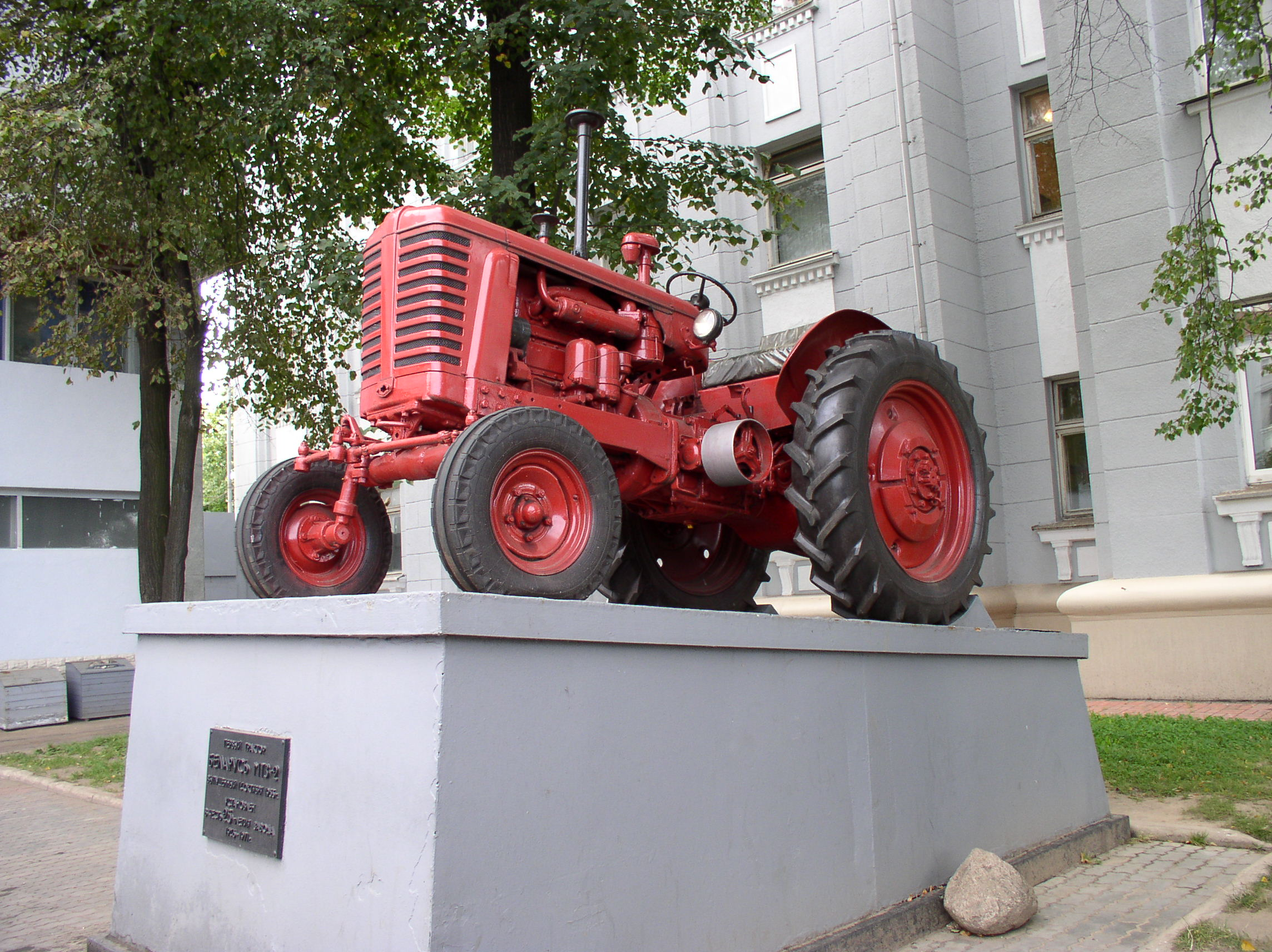
Az első belarusz traktor, az 1953-ban készült MTZ-2

A szerszámgépgyártás fő profilja a kis méretű, fémforgácsoló szerszámgépek készítése. A minszki automata megmunkáló gépsorok gyára a volt Szovjetunió 2. legnagyobb ilyen üzeme. Vityebszkben fogaskerék-megmunkáló gépeket állítanak elő, Pinszkben pedig az automata gépsorokat előállító üzemek számára készülnek alkatrészek. Szerszámgépgyárak Maladzecsna, Homel, Orsa, Baranavicsi városokban is üzemelnek. Az elektrotechnika fő üzemei a minszki elektrotechnikai gépgyár és erősáramú berendezések gyára, a maziri kábelgyár és a mahiljovi villanymotorgyár. Minszkben és Vicebszkben televíziógyártás, Minszkben rádió- és fényképezőgépgyártás is folyik és a volt Szovjetunió egyik legnagyobb óragyára is itt működik.
Az élelmiszeripar legfejlettebb ágai a hús- és a tejfeldolgozó ipar.
A vegyipar részben importált kőolajat és földgázt, részben a belarusz kálisókészleteket dolgozza fel. Szalihorszk hatalmas káliműtrágyagyára a szovjet termelés ½-ét állította elő az 1970-es években. A vegyipar különösen az 1970-es években fejlődött gyorsan, ekkor létesült a maziri és a polacki kőolajfinomító, a hrodnai nitrogén- és a homeli szuperfoszfát-műtrágyagyár, a babrujszki gumiköpenygyár, a mahiljovi, navapolacki, szvetlahorszki és hrodnai műszálgyárak. A vegyipar legjelentősebb ága a műszálgyártás és a hőre lágyuló műanyagtermelés.
Az építőanyag-ipart három cementgyár (Kricsav, Vavkaviszk, Rossz) és hét üveggyár (jelentősebbek: Polack, Bjarozavka, Kaszcjukovka, kisebbek: Hlusa, Jelizovo, Bariszav, Hrodna) képviseli. A polacki üveggyapotgyár a volt Szovjetunió egyik legnagyobb ilyen üzeme. A fafeldolgozás főként a nagy erdőterületek és a közlekedési útvonalak találkozásánál jelentős (Babrujszk, Bariszav, Rahacsov, Recsica, Mazir). A gyufaipar központja Homel. Dobrusban és Szvetlahorszkban cellulóz- és papírgyártás, Albertinben, Sklovban és Csasnyikiben papírgyártás folyik, a hidrolízis ipar központja Babrujszk.

### Külkereskedelem
Fehéroroszország 2022-ben a világ 100. legnagyobb exportőre, és 107. legnagyobb importőre volt. 2022-ben Fehéroroszország 10,4 milliárd $ értékben exportált és 12,5 milliárd $ értékben importált, 2,1 milliárd $ hiánnyal. Az ország külkereskedelme Európa központú.
A fehérorosz exporttermékek legjelentősebb területei a vegyipar, ásványi termékek és a faipar. A legjelentősebb kiviteli termékek a kálium-műtrágya, finomított kőolaj, valamint a repceolaj. Fehéroroszország legjelentősebb exportországa Kína és Ukrajna, ahova a teljes exportállomány több mint az egynegyede (28%) érkezik. 2017 és 2022 között, az export termékek közül a repceolaj és a fűrészelt fa kivitele nőtt a legnagyobb mértékben, míg a legnagyobb visszaesést a finomított kőolaj és a kálium-műtrágya szenvedte el. Az exportországok közül 2017 és 2022 között Kína és Kazahsztán aránya nőtt a legnagyobbat, míg a legnagyobb visszaesést az Egyesült Államok és Ukrajna szenvedte el.
A fehérorosz importtermékek legjelentősebb területei a gépipar, közlekedésipar és a vegyipar. A legjelentősebb behozatali termékek a gépjármű, gyógyszerek, valamint a gumírozott szövetek. Fehéroroszország legjelentősebb importországa Kína, ahonnan a teljes importállomány több mint az egynegyede (25,8%) érkezik. 2017 és 2022 között, az import termékek közül a gépjárművek és a televíziók, valamint a monitorok behozatala nőtt a legnagyobb mértékben, míg a legnagyobb visszaesést a műsorszóró berendezések és a belsőégésű motorok szenvedték el. Az importországok közül 2017 és 2022 között Kína és Litvánia aránya nőtt a legnagyobbat, míg a legnagyobb visszaesést az Ukrajna és Olaszország szenvedte el.

#### Termékek
Az ország tíz legnagyobb export- és importterméke a következő volt 2022-ben: 
|     | Legnagyobb exporttermékek | Legnagyobb exporttermékek | Legnagyobb importtermékek          | Legnagyobb importtermékek |
| --- | ------------------------- | ------------------------- | ---------------------------------- | ------------------------- |
|     | Termék                    | Arány                     | Termék                             | Arány                     |
| 1.  | Kálium-műtrágya           | 18,3%                     | Gépjárművek                        | 15%                       |
| 2.  | Finomított kőolaj         | 7,7%                      | Gyógyszerek                        | 3,4%                      |
| 3.  | Repceolaj                 | 5,2%                      | Gumírozott szövetek                | 2,5%                      |
| 4.  | Fűrészelt fa              | 4,4%                      | Televíziók és monitorok            | 2,3%                      |
| 5.  | Traktorok                 | 3%                        | Gépjármű alkatrészek és tartozékok | 2,3%                      |
| 6.  | Fagyasztott marhahús      | 2,2%                      | Műsorszóró berendezések            | 1,5%                      |
| 7.  | Tej                       | 2,2%                      | Belsőégésű motorok                 | 1,4%                      |
| 8.  | Baromfihús                | 2,1%                      | Orvosi műszerek                    | 1,2%                      |
| 9.  | Bútorok                   | 2%                        | Műanyag termékek                   | 1%                        |
| 10. | Szigetelt vezetékek       | 1,6%                      | Gyógyászati alapanyagok            | 1%                        |

#### Országok
A fő országok, amelyekbe Fehéroroszország exportált és amelyekből importált termékeket 2022-ben: 
|     | Legnagyobb exportországok | Legnagyobb exportországok                                        | Legnagyobb exportországok | Legnagyobb importországok | Legnagyobb importországok                                                  | Legnagyobb importországok |
| --- | ------------------------- | ---------------------------------------------------------------- | ------------------------- | ------------------------- | -------------------------------------------------------------------------- | ------------------------- |
|     | Ország                    | Termék                                                           | Arány                     | Ország                    | Termék                                                                     | Arány                     |
| 1.  | Kína                      | Kálium-műtrágya, fagyasztott marhahús, baromfihús...stb.         | 15,5%                     | Kína                      | Gépjárművek, televíziók és monitorok, belsőégésű motorok...stb.            | 25,8%                     |
| 2.  | Ukrajna                   | Finomított kőolaj, villamosenergia, műtrágya...stb.              | 12,5%                     | Lengyelország             | Gépjárművek, körte, papír...stb.                                           | 14,6%                     |
| 3.  | Lengyelország             | Repceolaj, műtrágya, bútorok...stb.                              | 9%                        | Németország               | Gépjárművek, gyógyszerek, orvosi műszerek...stb.                           | 12,2%                     |
| 4.  | Kazahsztán                | Traktorok, tej, betakarítógépek...stb.                           | 8%                        | Litvánia                  | Gépjárművek, gyógyszerek, gyógyászati alapanyagok...stb.                   | 12%                       |
| 5.  | Litvánia                  | Repceolaj, fűrészelt fa, zöldségek...stb.                        | 7,5%                      | Törökország               | Gumírozott szövetek, szintetikus anyagok, egyéb szintetikus anyagok...stb. | 9%                        |
| 6.  | Németország               | Szigetelt vezetékek, fűrészelt fa, bútorok...stb.                | 4%                        | Olaszország               | Festékek, kávé, gépjármű alkatrészek és tartozékok...stb.                  | 2,3%                      |
| 7.  | Üzbegisztán               | Marhahús, traktorok, fagyasztott marhahús...stb.                 | 3,7%                      | Lettország                | Gyógyszerek, használt ruházat, orvosi műszerek...stb.                      | 1,6%                      |
| 8.  | Brazília                  | Kálium-műtrágya, egyéb műtrágyák, melasz...stb.                  | 3,6%                      | Ukrajna                   | Szójaliszt, szójabab, hengerelt vas...stb.                                 | 1,5%                      |
| 9.  | Lettország                | Fűrészelt fa, repceolaj, tüzelőfa...stb.                         | 2,9%                      | Hollandia                 | Hagymák és gyökerek, gyógyszerek, kávé...stb.                              | 1,5%                      |
| 10. | Azerbajdzsán              | Vasúti személykocsik, fűrészelt fa, egyéb vasúti járművek...stb. | 2,4%                      | Csehország                | Műsorszóró berendezések, számítógépek, irodai gépalkatrészek...stb.        | 1,5%                      |

#### Az országra jellemző egyéb ágazatok
Az állam energiagazdasága szinte teljes mértékben az importált orosz földgázra és kőolajra támaszkodik. Az országon keresztülhaladó kőolaj- és földgázvezetékeken a világpiaci árnál jóval alacsonyabb áron érkezik az orosz kőolaj, melyet 2 hőerőműben (Navapolack 22 millió és Mazir 18 millió tonnás kapacitással) finomítanak. 

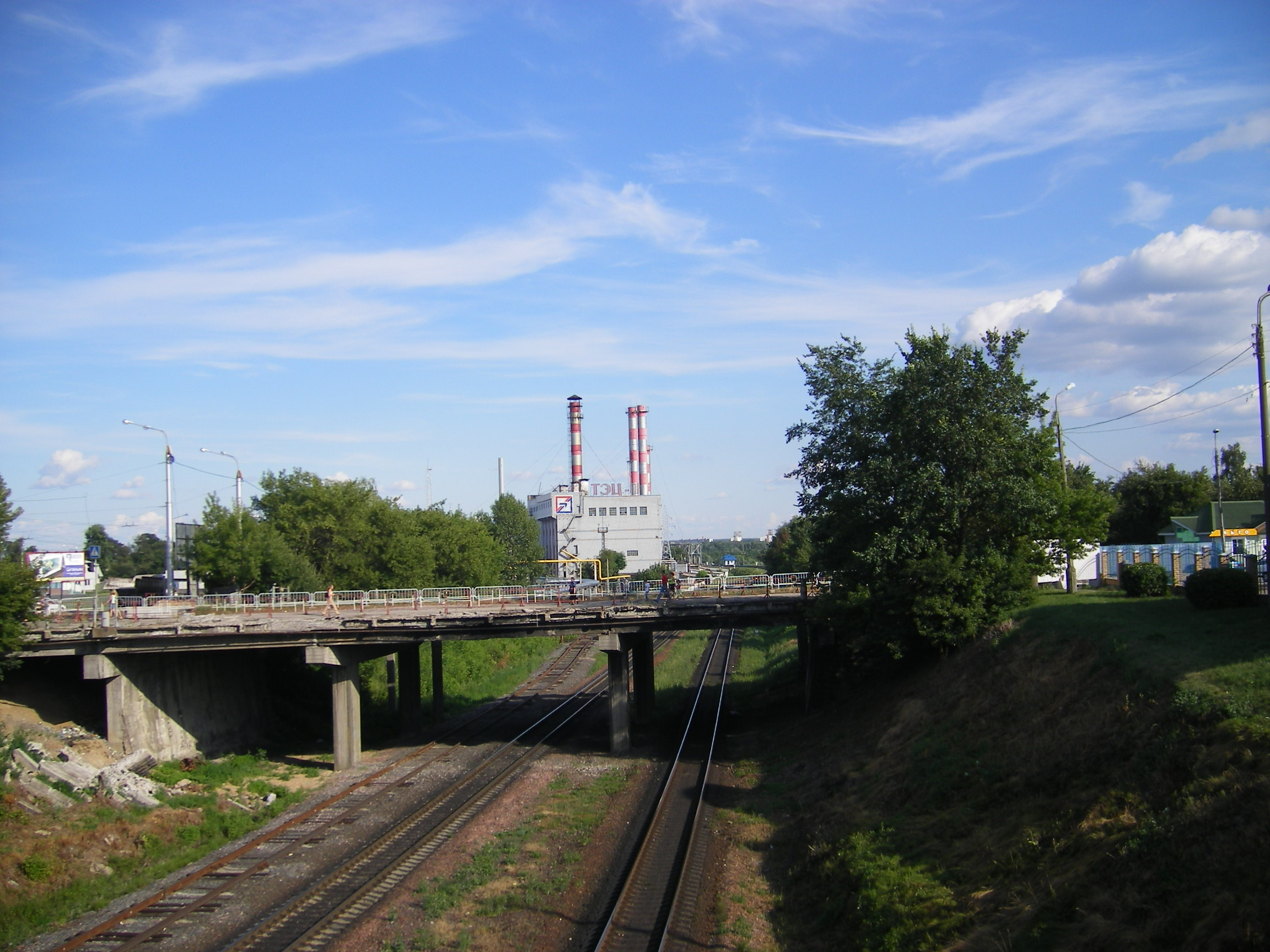
Hőerőmű Homelben

A Belarusz Köztársaságnak 1994-ben 22 hőerőműve volt, összesen 7033 MW beépített kapacitással. a villamosenergia-termelés 1990-ben 39,5 md kWh volt, ami 1995-re 23,4 md kWh-ra csökkent, azóta viszonylag stabil (2003-ban 25,1 md kWh). A szmolenszki (és korábban az ignalinai) atomerőműből érkezik energiaimport. A legnagyobb hőerőművek Lukoml, Bjaroza, Szmaljavicsi városokban működnek, a kisebbek közül az orsa-arehavszkit és a zsabinkait kell megemlíteni.
A 9 vízierőmű (például Csihirin) energiatermelése jelentéktelen. A szovjet időszakban tervezték ide is atomerőmű építését, de ez nem valósult meg (bár az ország határaihoz közel 3 atomerőmű – ignalinai, szmolenszki, csernobili – is felépült).
Az állam hivatalos levél- és csomagküldő szolgálata az állami tulajdonú Belposta.

#### Atomerőműve

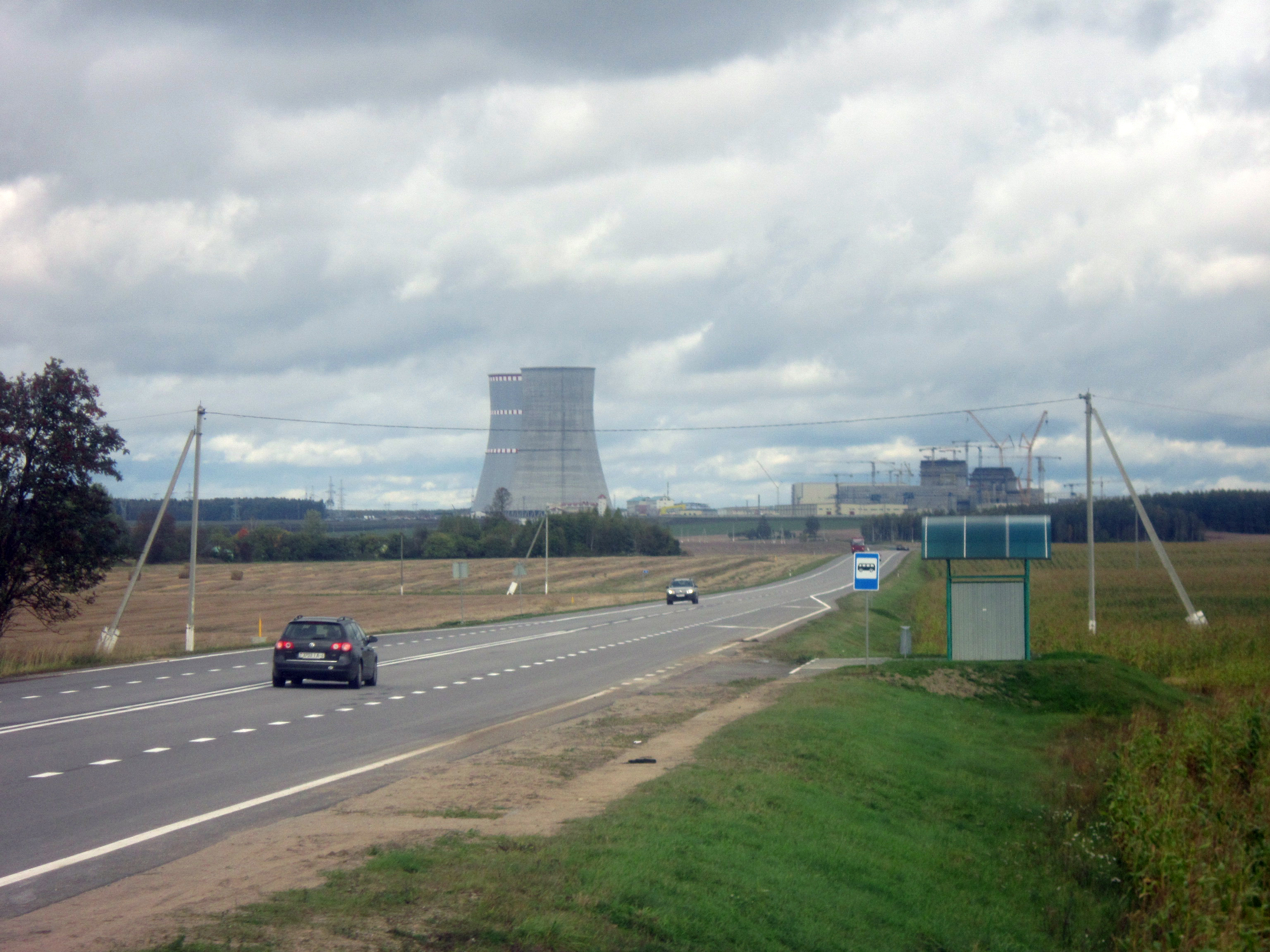
Az épülő atomerőmű (2017)

Az ország atomerőművét a Hrodnai területen, Asztravec járási székhelytől 18 km-re létesítették, nem messze a litván határtól. A két reaktorral rendelkező, összesen 2400 MW teljes kapacitású atomerőmű orosz tervek szerint, az Oroszország által nyújtott kb. 10 milliárd USD hitelből épül. 2020. november 7-én első reaktorát – egyelőre csak 400 MW teljesítménnyel – rákapcsolták Fehéroroszország energiaellátó rendszerére. Három nappal később az erőmű energiatermelését néhány transzformátor hibája (felrobbanása?) miatt leállították, de ez nem jelentett nukleáris vagy sugárveszélyt a környezetre. A létesítmény teljes átadása 2022-re várható.

## Közlekedés

### Közúti közlekedés
Közutak hossza: 98 200 km

### Vasúti közlekedés
Vasútvonalak hossza: 5523 km

### Vízi közlekedés
Kikötők száma: 1

### Légi közlekedés
Repülőterek száma: 33

## Telekommunikáció
| Hívójel prefix | EU-EW |
| ITU zóna       | 29    |
| CQ zóna        | 16    |

## Kultúra

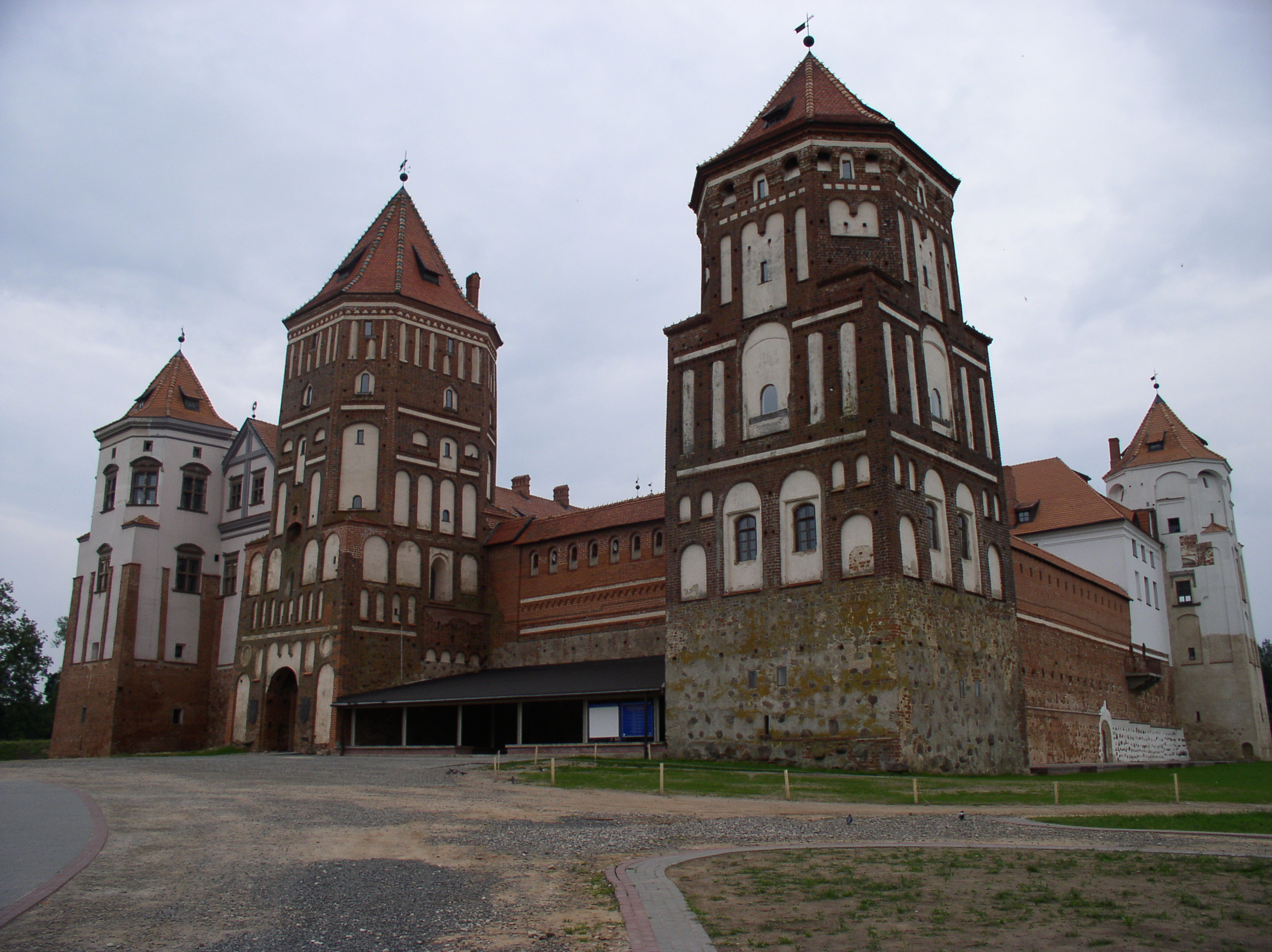
Miri várkastély

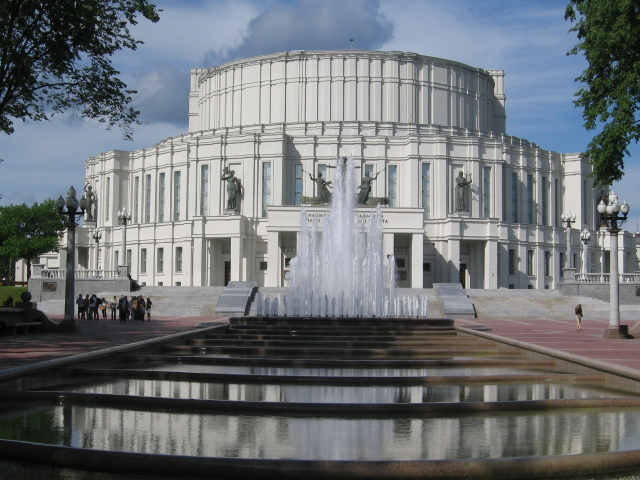
A Nemzeti Operaház Minszkben

### Oktatási rendszer
A szovjet időszakban kitűnő oktatási rendszert építettek ki az országban, napjainkban 3 állami egyetem működik és különösen az ipari felsőfokú oktatás fejlett. A legjelentősebb a minszki Belarusz Állami Egyetem (BGO), melyet 1921-ben alapítottak. 1919-ben a lakosság 70%-a analfabéta volt, napjainkban 100%-os az írástudók aránya. Az oktatási rendszer a szovjet időkben főként orosz nyelvű volt és napjainkban ismét visszaszorul a belarusz nyelv szerepe. A HDI (humán fejlettség) értéke (0,786 – 2003-ban) Oroszország és a balti országok után itt volt a legmagasabb a volt szovjet tagállamok között. A Tudományos Akadémiát intézetként 1922-ben alapították és 1929-ben alakult akadémiává.

### Kulturális intézmények
Fehéroroszország 3 helyszín a kulturális világörökség része:
- A Radziwill család rezidenciája építészeti és kulturális komplexuma Nyaszvizsban
- Miri várkastély
- Struve földmérő vonal (az Asmjani, Zelvai és Ivanavai járásokban)

### Gasztronómia

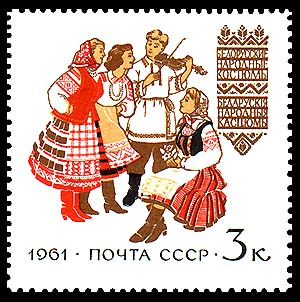
Belarusz népviselet szovjet bélyegen (1961)

## Turizmus
Javasolt oltások bizonyos területekre utazók számára:
- Hastífusz
- Hepatitis A (középmagas a fertőzésveszély)
- Kullancsok által terjesztett agyvelőgyulladás

### Kerékpáros turizmus
Az országon az EuroVelo nemzetközi kerékpárhálózatból csak egy útvonal halad keresztül, az EV2, vagyis a Capitals Route. Az ír Galwayből indul, az Egyesült Királyságon, Hollandián, Németországon és Lengyelországon halad keresztül, ezekből Írország és az Egyesült Királyság, illetve az Egyesült Királyság és Hollandia között van vízi átkelés. Az útvonal lényege, hogy nevéhez híven az általa érintett országokban igyekszik bemenni a fővárosokba is, ahogy ezt Minszkben is tenni fogja. Egyelőre azonban az országban egy-egy hosszabb szakasz nem kivitelezett, illetve tervezett, amely szakaszokat a főváros választ el egymástól. Az EV2 nyomvonalának vége az oroszországi Moszkvában van.

## Sportélete

### Olimpiai szereplés
Fehéroroszországnak eddig tizenegy olimpiai bajnoka van, eddig a legjobb eredmények atlétikából születtek.
- Bővebben: Fehéroroszország az olimpiai játékokon

### Labdarúgás
A Fehérorosz labdarúgó-válogatott eddig még nem jutott ki világversenyre.
- Bővebben: Fehérorosz labdarúgó-válogatott

## Ünnepek
Nemzeti ünnepek:

| dátum    | név                       | helyi név                                                         | megjegyzés                                     |
| -------- | ------------------------- | ----------------------------------------------------------------- | ---------------------------------------------- |
| Jan 1–2. | Újév                      | Новы год (Novi hod)                                               | Kétnapos, a második nap munkanapra helyezhető. |
| Jan 7.   | Ortodox karácsony         | Каляды праваслаўныя (Kaljadi pravaszlavnija)                      |                                                |
| Már 8.   | Nemzetközi nőnap          | Мiжнародны жаночы дзень (Mizsnarodni zsanocsi dzeny)              |                                                |
| Máj 1.   | A munka ünnepe            | Дзень працы (Dzeny praci)                                         |                                                |
| Máj 8–9. | A győzelem napja          | Дзень Перамогi (Dzeny Peramohi)                                   | Németo. felett a II. vh. végén                 |
| Júl 3.   | Függetlenség napja        | Дзень Незалежнасцi (Dzeny Nyezalezsnaszci)                        | 1996                                           |
| Nov 6–7. | Szovjet szoc. forr. napja | Дзень Кастрычніцкай рэвалюцыі (Dzeny Kasztricsnyickaj revaljucii) | Kétnapos, az első nap munkanapra helyezhető.   |
| Dec 25.  | Katolikus karácsony       | Каляды каталiцкiя (Kaljadi katalickija)                           |                                                |
| változó  | Ortodox húsvét            | Вялікдзень (Vjalikdzeny)                                          | Kétnapos, a második nap munkanapra helyezhető. |
| változó  | Megemlékezés napja        | Радаўніца (Radavnyica)                                            | 9 nappal az ort. húsvét után, kétnapos.        |